# Esperanto

Flaga esperancka

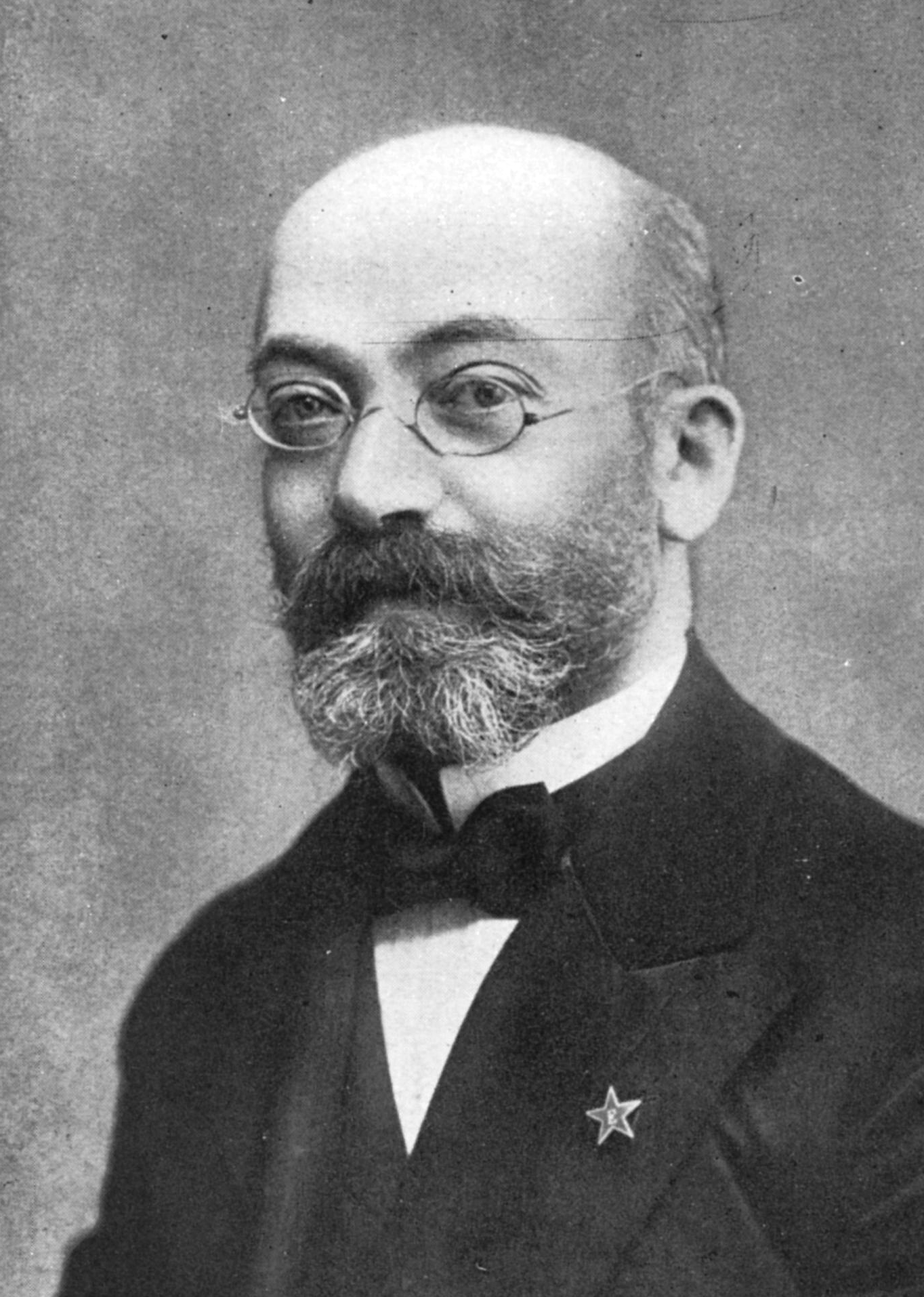
Ludwik Zamenhof

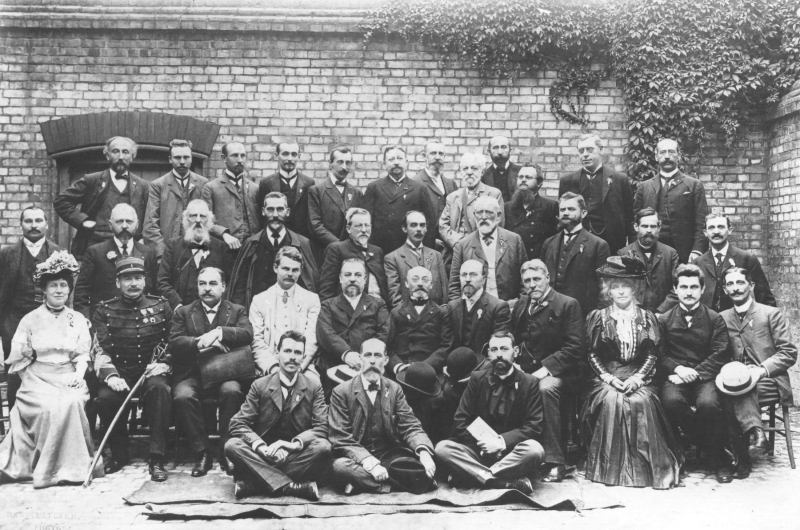
Lingva Komitato (Komitet Językowy), poprzednik Akademio de Esperanto, 1907 r.

Esperanto (esperanto: osoba mająca nadzieję, pierwotnie Lingvo Internacia, w tłum. język międzynarodowy) – najbardziej rozpowszechniony na świecie międzynarodowy język pomocniczy. Jego nazwa pochodzi od pseudonimu „Dr. Esperanto” (doktor mający nadzieję), pod którym Ludwik Zamenhof opublikował w 1887 podstawy języka w książce Język międzynarodowy. Przedmowa i podręcznik kompletny. Jego celem było stworzenie neutralnego i łatwego do nauki języka, przydatnego do międzynarodowej komunikacji, nie zastępującego jednak innych języków narodowych.
Pomimo że żadne państwo nie uznaje esperanto za swój język urzędowy, jest ono używane przez międzynarodową wspólnotę, której wielkość, według różnych źródeł, szacowana jest na od stu tysięcy do dwóch milionów użytkowników (zależnie od poziomu opanowania języka); dla około tysiąca z nich esperanto jest pierwszym językiem.
Esperanto doczekało się także międzynarodowego uznania, w postaci dwóch rezolucji UNESCO, a także wsparcia ze strony znanych osobistości życia publicznego. W setną rocznicę powstania Światowego Związku Esperantystów Sejm Rzeczypospolitej Polskiej podjął uchwałę, w której złożył wyrazy uznania dla kontynuatorów dzieła dr. Ludwika Zamenhofa. W 2014 roku z inicjatywy polskich esperantystów język esperanto został wpisany na krajową listę niematerialnego dziedzictwa kulturowego. Współcześnie używa się tego języka w podróży, korespondencji, podczas międzynarodowych spotkań, kongresów, dyskusji naukowych (np. w działalności Międzynarodowej Akademii Nauk San Marino), tworzenia oryginalnej literatury oraz jej tłumaczenia, w muzyce, teatrze, kinie, reportażu internetowym i mediach prasowych oraz do tworzenia audycji radiowych i telewizyjnych. Przesłanką wskazującą na popularność języka esperanto jest liczba krajowych organizacji esperantystów (np. Czeski Związek Esperantystów, Polski Związek Esperantystów), jak również duża liczba i różnorodność organizacji tematycznych grupujących esperantystów – zwolenników jakiegoś światopoglądu, ideologii, religii, zawodów, hobby itd. (np. Esperancki Związek Prawniczy, Międzynarodowa Liga Nauczycieli Esperantystów). O popularności esperanto świadczą też liczne i bardzo różnorodne ZEOj (obiekty upamiętniające esperanto i postać Ludwika Zamenhofa) na całym świecie.
Zdecydowana większość słownictwa w esperanto pochodzi z języków zachodnioeuropejskich, jednocześnie ukazując wpływy języków słowiańskich poprzez swoją syntaktykę i morfologię. Morfemy nie podlegają zmianom i można tworzyć z nich ogromną liczbę kombinacji, tworząc zróżnicowane znaczeniowo wyrazy; esperanto ma więc wiele wspólnego z językami analitycznymi, do których zalicza się między innymi chiński. Z drugiej jednak strony, struktura wewnętrzna esperanto w pewnym stopniu odzwierciedla języki aglutynacyjne, takie jak japoński, suahili czy turecki.

## Historia

### Młodość Zamenhofa

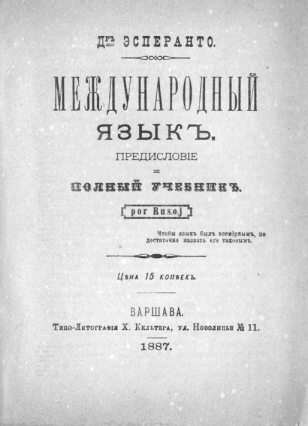
Pierwsza książka do nauki esperanta wydana w Warszawie w 1887

Powstanie esperanta jest dziełem Ludwika Zamenhofa, lekarza okulisty żydowskiego pochodzenia, zamieszkującego zajęte przez Rosję ziemie polskie, urodzonego w Białymstoku. Dzieciństwo spędzone w tym wielokulturowym mieście było dla niego okazją do obserwowania nieprzyjaznych stosunków pomiędzy przedstawicielami zamieszkujących je narodów: Rosjanami, Polakami, Niemcami i Żydami. Za główną przyczynę konfliktów Zamenhof uznał brak wspólnego języka, dlatego też już jako uczeń rozpoczął prace nad projektem nowego języka wspólnego dla wszystkich ludzi. W przeciwieństwie do języków narodowych miał to być w jego zamyśle język neutralny i łatwy do nauczenia, tak aby mógł być przyjęty przez wszystkich jako drugi język, nauczany równolegle do języka narodowego i używany w sytuacjach wymagających międzynarodowego porozumienia.

### Pierwsze pomysły
Zamenhof początkowo brał pod uwagę wskrzeszenie łaciny, której uczył się w szkole, jednak uznał, że jest ona zbyt skomplikowana do codziennej komunikacji. Ucząc się języka angielskiego zauważył, że odmiana czasownika przez rodzaj i liczbę nie jest koniecznością, a system gramatyczny języka może być o wiele prostszy niż mu się wcześniej wydawało. Wciąż nie udało mu się za to rozwiązać problemu zbyt dużego zasobu słownictwa do nauczenia, aż pewnego razu zauważył dwa szyldy po rosyjsku: швейцарская (‘portiernia’, od швейцар, ‘portier’) i кондитерская (‘cukiernia’, od кондитер, ‘cukiernik’). Te słowa z identycznym przyrostkiem podsunęły mu pomysł, by poprzez regularny system derywacji zmniejszyć liczbę morfemów należących do języka. Aby uzyskać jak najbardziej międzynarodowe słownictwo, Zamenhof zdecydował się zapożyczyć je głównie z języków romańskich i germańskich, nauczanych wówczas powszechnie na całym świecie.

### Wersja ostateczna

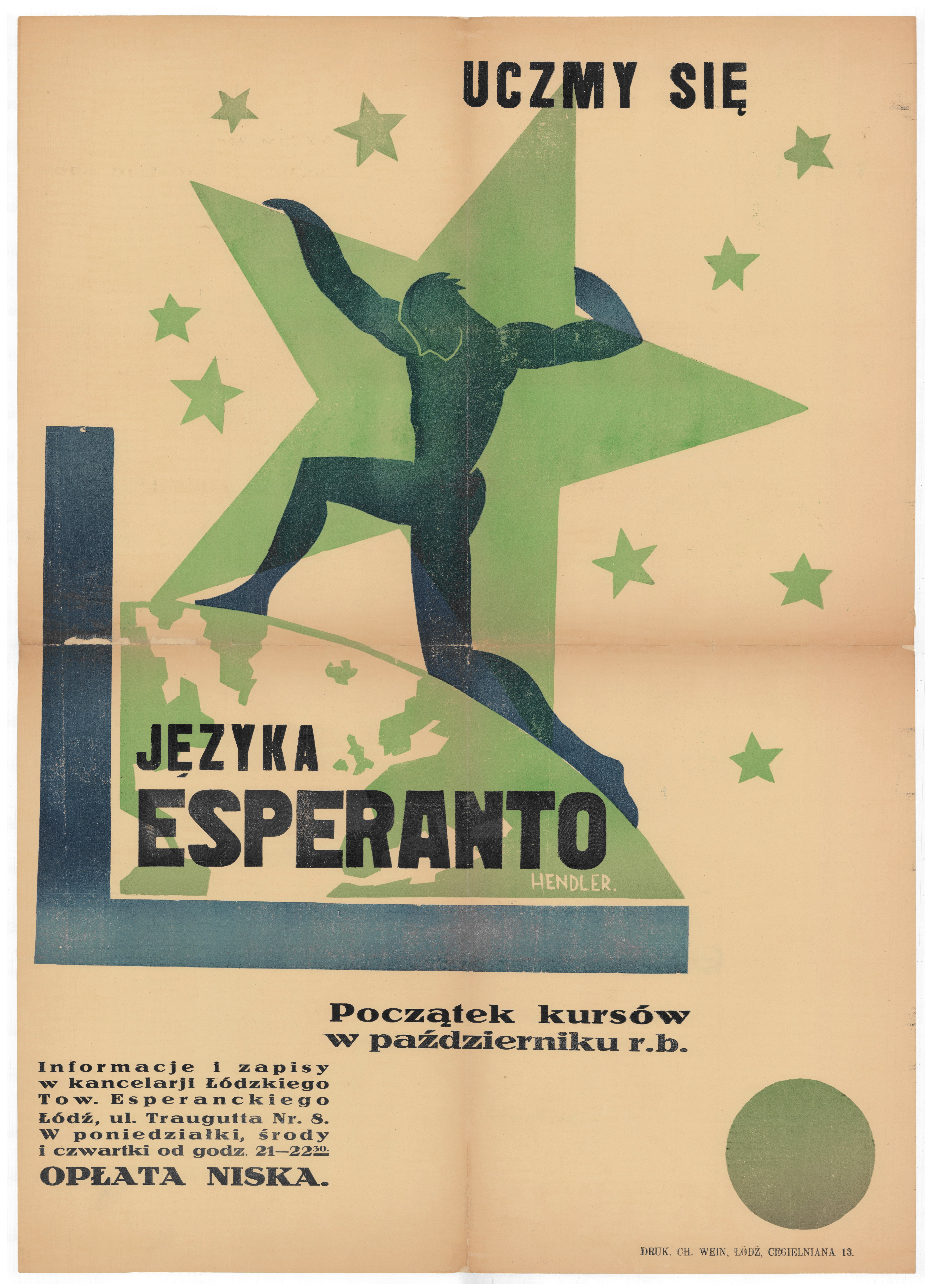
Plakat promujący kursy nauki esperanto, 1934

Pierwszy projekt Zamenhofa nazwany Lingwe uniwersala był już niemal gotowy w 1878, gdy ojciec Ludwika, uznawszy pomysł syna za daremny i nierealny, zniszczył jego notatki. W latach 1879–1885 Zamenhof studiował medycynę w Moskwie i Warszawie i wtedy również rozpoczął ponowne prace nad językiem międzynarodowym. W 1879 roku nauczył swoich przyjaciół pierwszej odnowionej wersji języka. Po kilku latach tłumaczył już poezję, chcąc w ten sposób ulepszyć projekt. W 1895 wspominał: „Przez sześć lat pracowałem nad ulepszaniem i testowaniem języka, choć w roku 1878 wydało mi się, że był już całkowicie gotowy”.
Gdy publikacja projektu była już przygotowana, została wstrzymana przez carską cenzurę. Zamenhof, rozczarowany tym faktem, wykorzystał wolny czas na tłumaczenie m.in. Starego Testamentu i kilku sztuk Szekspira. Wreszcie w 1887 udało mu się wydać pierwszy podręcznik zatytułowany Международный языкъ (Język międzynarodowy), który będzie znany później wśród esperantystów jako Unua Libro (Pierwsza Książka). Zaprezentowany w nim język jest tym samym, którego używa się do dziś. Pseudonim Zamenhofa Doktoro Esperanto, pod którym książka została wydana, wkrótce stał się określeniem języka – początkowo jako Język doktora Esperanto, a następnie w skrócie jako Esperanto.

### Pierwsze próby reform

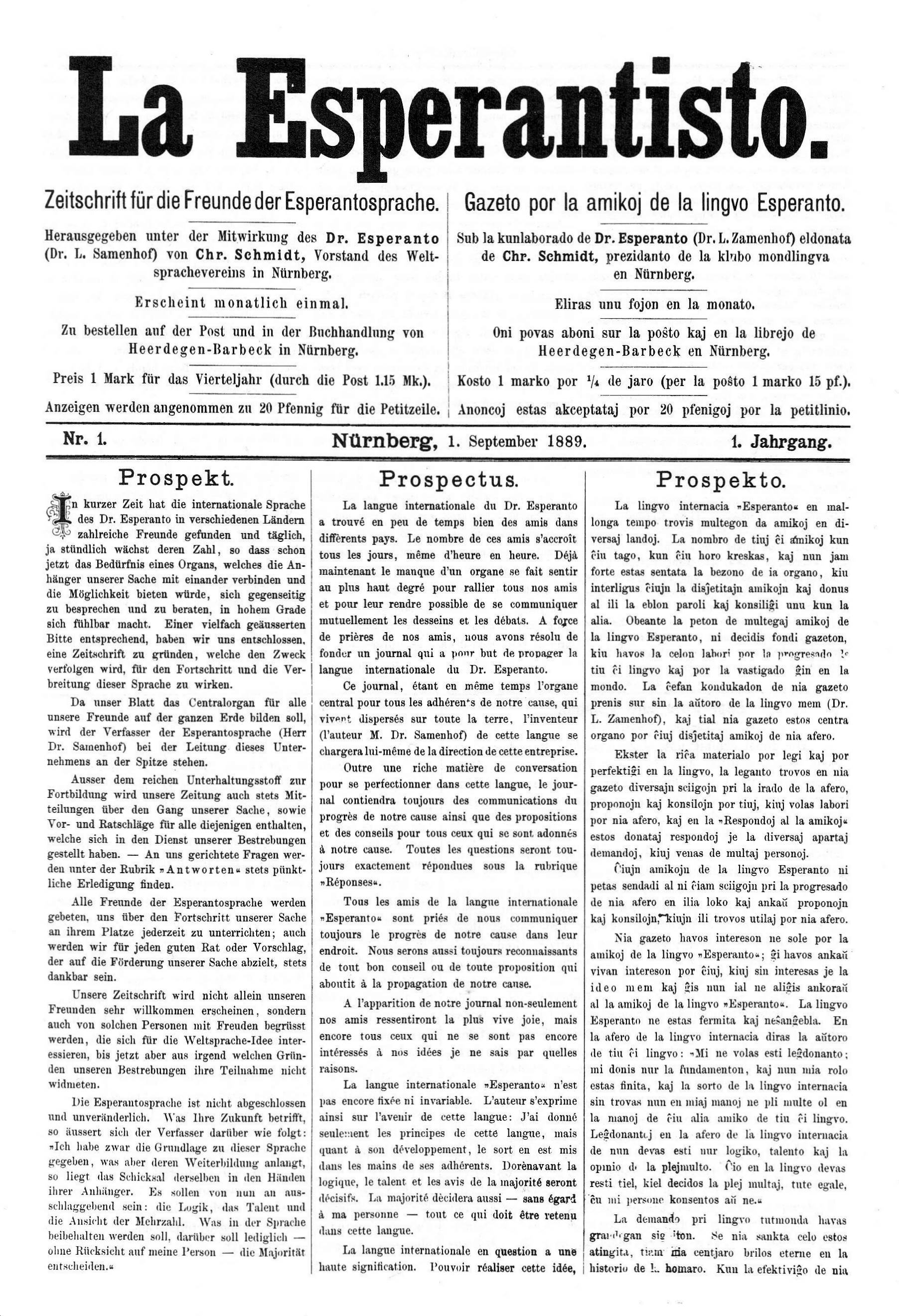
La Esperantisto, pierwsze esperanckie czasopismo wydawane od 1889 r. w Norymberdze

Zamenhof otrzymał wiele pełnych entuzjazmu listów, często zawierających propozycje różnych zmian w języku. Wszystkie sugestie zapisywał, a następnie zaczął publikować w gazecie „La Esperantisto” wydawanej wówczas w Norymberdze. Wśród czytelników gazety dwukrotnie przeprowadzono głosowanie na temat reform, jednak większość była im przeciwna. Po tych głosowaniach na pewien czas ucichły głosy postulujące zmiany, a język zaczął się rozpowszechniać. Najwięcej abonentów „La Esperantisto” miała w Rosji, toteż wielkim ciosem był zakaz rozpowszechniania czasopisma wydany w 1895 przez carską cenzurę z powodu tłumaczenia tekstu Lwa Tołstoja. Gazeta niebawem została zamknięta, lecz niedługo potem zastąpiła ją nowa pod tytułem „Lingvo Internacia”. Była ona początkowo wydawana w Uppsali, następnie na Węgrzech i wreszcie w Paryżu, gdzie publikację przerwała dopiero I wojna światowa.

### Rozrost społeczności

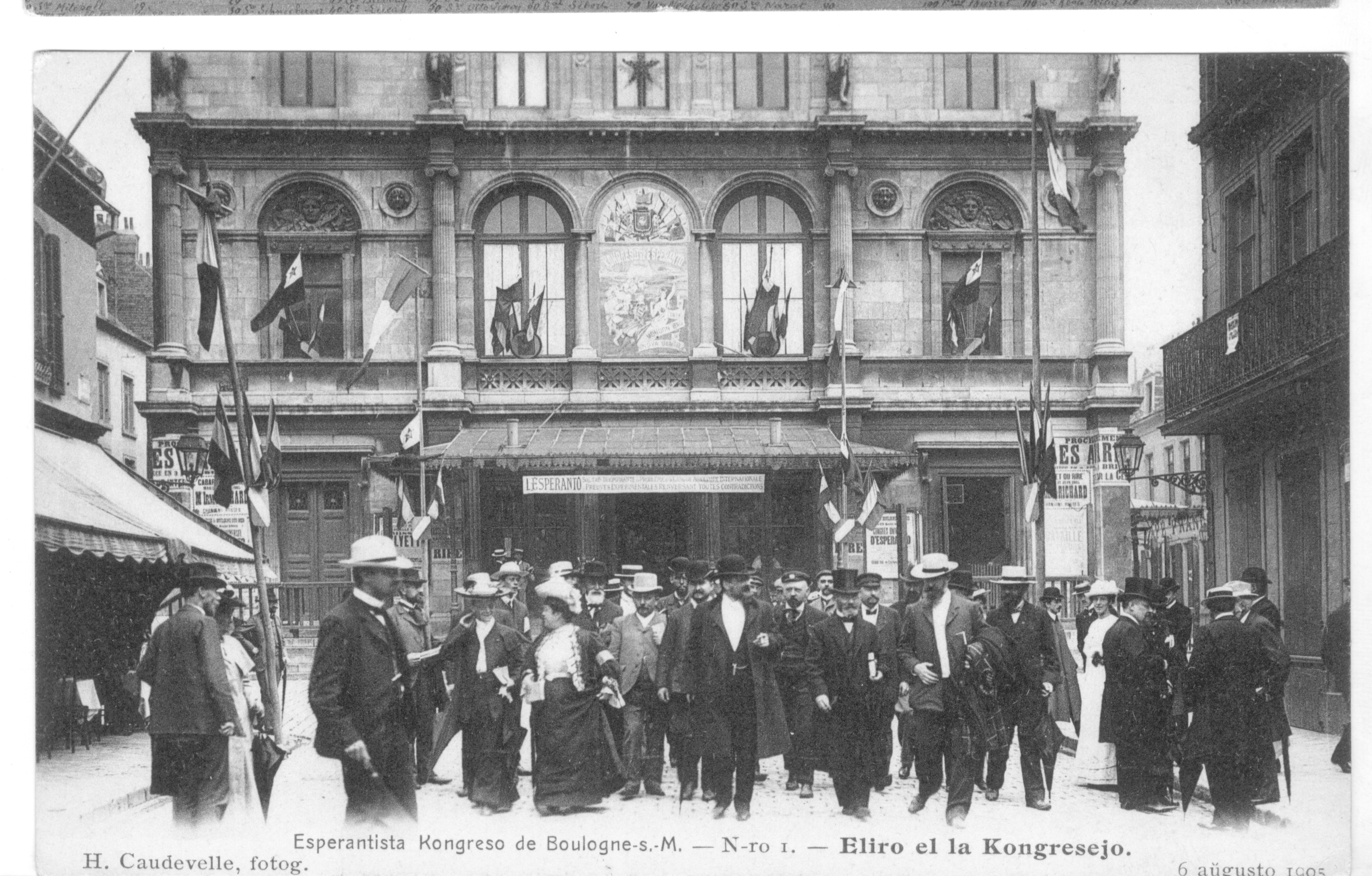
Pierwszy Światowy Kongres Esperanto w Boulogne-sur-Mer

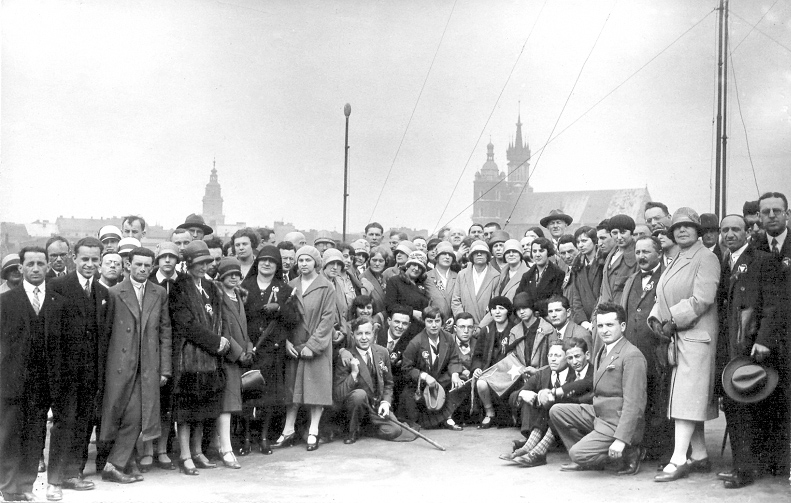
Ogólnopolski Kongres Esperantystów w Krakowie, 1928

Nowego języka międzynarodowego zaczęto również używać do organizowania współpracy zawodowej i hobbystycznej na poziomie międzynarodowym. W pierwszych dziesięcioleciach komunikacja w esperanto odbywała się niemal wyłącznie na piśmie, lecz po niespodziewanie popularnym Światowym Kongresie w 1905 w Boulogne-sur-Mer, który udowodnił możliwość używania języka także w mowie, szybko zaczęły się rozwijać również kontakty osobiste i spotkania między esperantystami. W Boulogne-sur-Mer uchwalono także oficjalny i nienaruszalny zbiór zasad języka pod nazwą Fundamento de Esperanto.
Już podczas Światowego Kongresu w Barcelonie w 1909 miało miejsce kilka spotkań wśród biorących udział katolików, którzy w końcu postanowili zorganizować w następnym roku, 1910, osobny kongres katolickich esperantystów. Podczas niego założono Międzynarodowy Katolicki Związek Esperantystów (Internacia Katolika Unuiĝo Esperantista), którego główny organ, gazeta „Espero Katolika”, był wydawany już w 1903 i jest najstarszym do dziś ukazującym się czasopismem esperanckim.
W roku 1912, w czasie uroczystej przysięgi podczas ósmego Światowego Kongresu w Krakowie, Zamenhof zrzekł się swojej oficjalnej roli w ruchu esperanckim. Na dziesiąty Światowy Kongres mający odbyć się w Paryżu w 1914 zapisało się ponad 4000 osób, jednak przez I wojnę światową nie doszedł on do skutku, a Zamenhof był zmuszony wracać do domu przez Skandynawię.
Dążenie do pokoju i harmonii po I wojnie światowej obudziło nowe nadzieje, dzięki czemu esperanto szybko się rozpowszechniało. Pierwszy Światowy Kongres po wojnie miał miejsce w 1920 w Hadze, kolejny w 1921 w Pradze. W 1927 w Wiedniu, w pałacu Hofburg założono muzeum esperanta, Internacia Esperanto-Muzeo, które w 1929 związało się z Austriacką Biblioteką Narodową i dziś mieści się w osobnym budynku.
W okresie międzywojennym i podczas II wojny światowej miały miejsce prześladowania esperantystów, między innymi w nazistowskich Niemczech i stalinowskim Związku Radzieckim.

### Po drugiej wojnie światowej

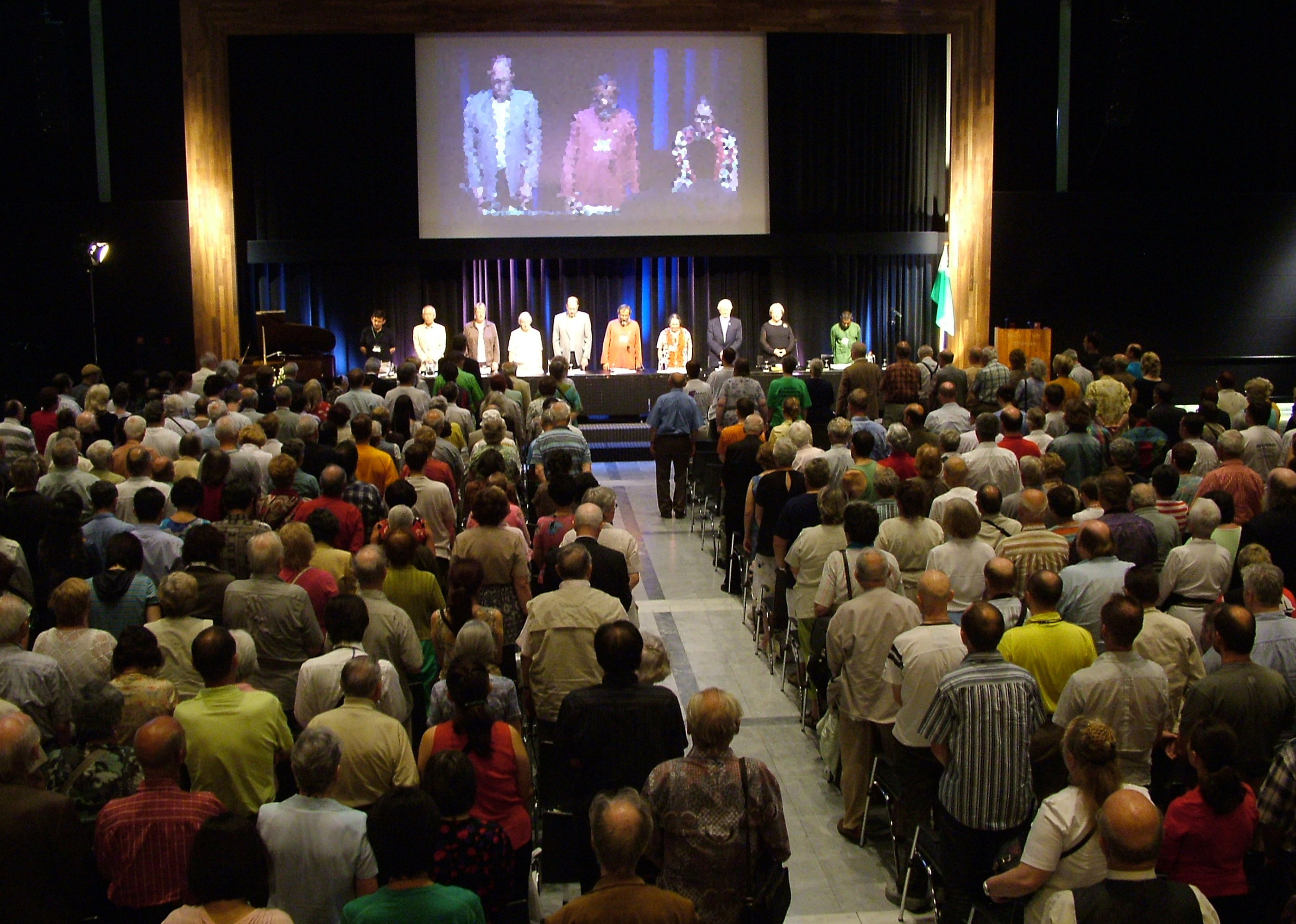
Rotterdam, 2008: 93. Światowy Kongres Esperanto z 1845 uczestnikami

Starania o uznanie esperanta za język światowy spotykały się z pozytywnymi reakcjami: petycje na jego rzecz skierowane do ONZ podpisało ponad 80 mln osób, w Czechosłowacji na przykład m.in. noblista prof. Jaroslav Heyrovský.
Zgromadzenie Ogólne UNESCO przyjęło rezolucje odnośnie do esperanta w Montevideo 10 grudnia 1954 i w Sofii 8 listopada 1985. Wyraziło w nich uznanie dla osiągnięć esperanta na polu międzynarodowej wymiany intelektualnej i na rzecz zbliżania do siebie narodów świata, wezwało państwa członkowskie do zachęcania do włączenia w programy nauczania szkół i uczelni zagadnienia problemów językowych i esperanta oraz zarekomendowało międzynarodowym organizacjom pozarządowym włączyć się do świętowania 100-lecia esperanta i przeanalizować możliwość używania języka do przekazywania wszelkiego rodzaju informacji między swoimi członkami, także tych dotyczących działalności UNESCO.
Poparcie dla esperanta wyrażały również władze Polskiej Akademii Nauk. Jubileuszowy, 72. Światowy Kongres w 1987 w Warszawie (stulecie publikacji języka) skupił prawie sześć tysięcy osób 60 narodowości.
Również Międzynarodowy Katolicki Związek Esperantystów osiągnął ważny postęp, gdy w roku 1990 wydany został dokument Norme per la celebrazione della Messa in esperanto, w którym Stolica Apostolska zezwala na odprawianie mszy w esperanto bez specjalnych zezwoleń. Tym sposobem esperanto stało się jedynym uznanym sztucznym językiem liturgicznym Kościoła katolickiego.
Początkiem obchodów 150. rocznicy urodzin Ludwika Zamenhofa było sympozjum w siedzibie UNESCO w grudniu 2008, ich kulminacją był Światowy Kongres Esperanto w lipcu 2009, w rodzinnym mieście Zamenhofa, Białymstoku, a zakończeniem – sympozjum z udziałem dyplomatów ONZ w Nowym Jorku.
Fakt, że wiele celów ruchu esperanckiego nie zostało osiągniętych, jest przypisywany między innymi technologicznej i kulturowej hegemonii Wielkiej Brytanii i Stanów Zjednoczonych, zwłaszcza w okresie po drugiej wojnie światowej, co poskutkowało dzisiejszą rolą języka angielskiego jako narzędzia komunikacji w większości międzynarodowych działań.

## Współczesność

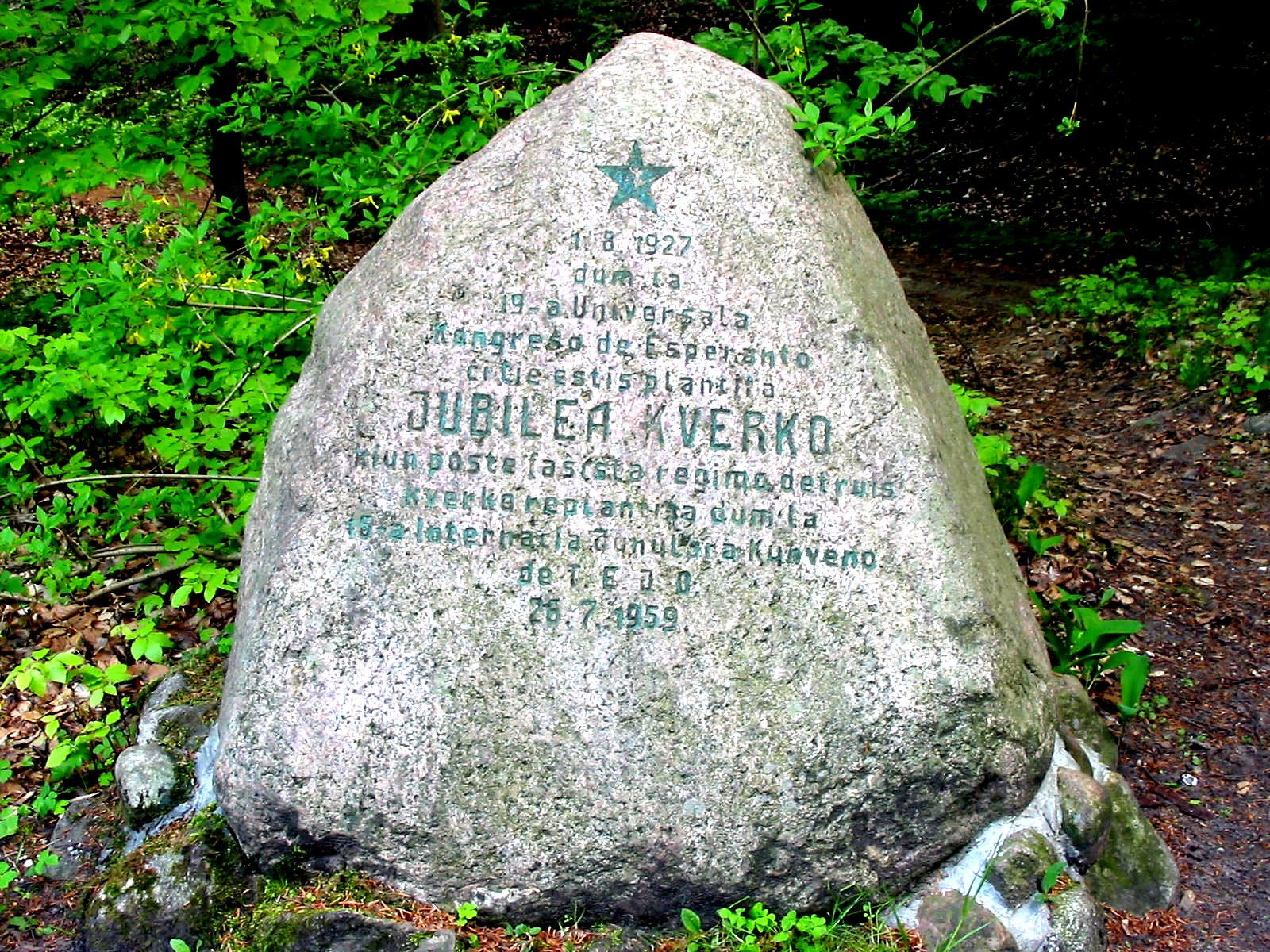
Pamiątka kongresu esperantystów w Sopocie

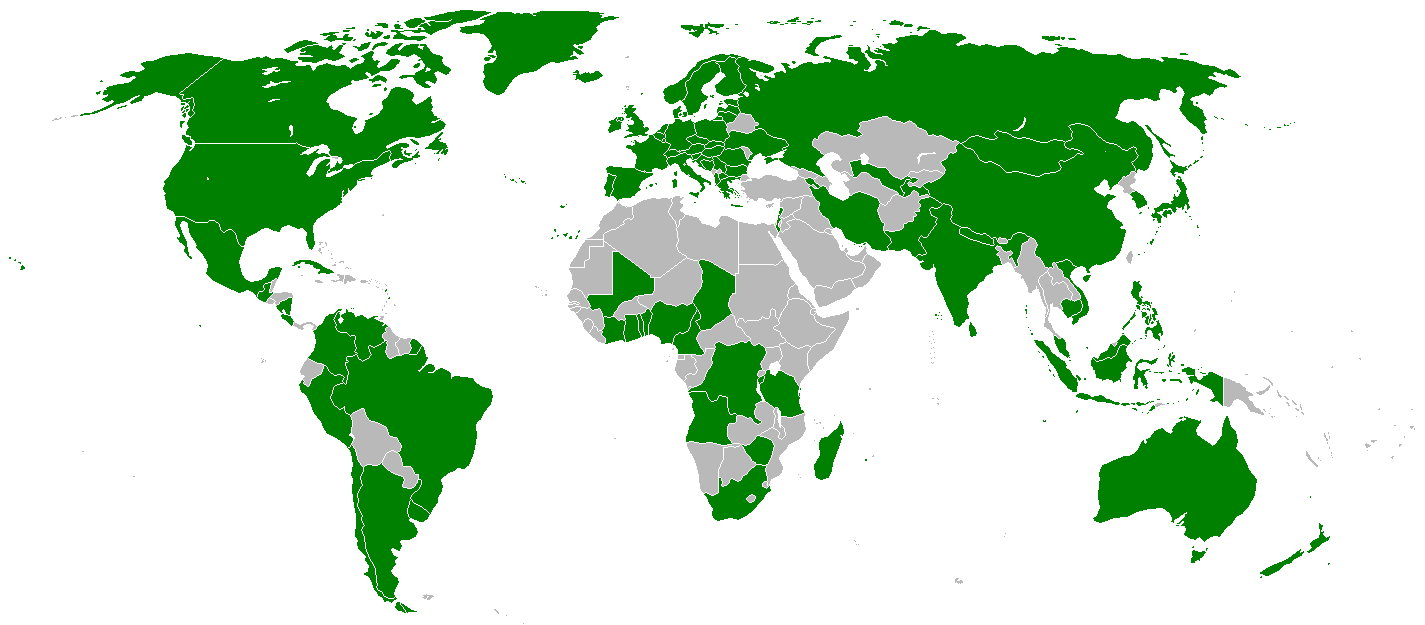
Mapa pokazująca kraje z działającymi organizacjami esperanckimi, Według Universala Esperanto-Asocio

Esperanto jest dziś w pełni rozwiniętym językiem z tysiącami użytkowników na całym świecie i dużą liczbą wydawnictw. Do znanych na świecie esperantystów należą noblista w dziedzinie ekonomii Reinhard Selten, mistrzyni świata w szachach Zsuzsa Polgár czy Tivadar Soros, ojciec finansisty George’a Sorosa.

### Użytkownicy
Język esperanto jest jak na razie najbardziej znanym i rozpowszechnionym projektem języka międzynarodowego. Względem liczby użytkowników esperanta istnieje znaczna rozbieżność szacunków. Szacunku na poziomie 1,5 miliona dokonał w latach osiemdziesiątych XX wieku prof. Sidney Culbert z uniwersytetu w Waszyngtonie w swoim opracowaniu dotyczącym najczęściej używanych języków.
Esperantyści zrzeszają się w stowarzyszeniach krajowych, na wszystkich zamieszkanych kontynentach i w większości państw świata. Zrzeszają się również w stowarzyszeniach tematycznych grupujący zwolenników danego światopoglądu, ideologii, religii, zawodów, hobby itd. Informacje o stowarzyszeniach esperanckich udostępnia Światowy Związek Esperantystów. Ze względu na rozpowszechnienie esperanta Światowe Kongresy Esperanta odbywają się corocznie (począwszy od roku 1905), w różnych krajach świata, na wszystkich kontynentach (dotychczas z wyjątkiem Afryki).
W roku 1908 główny lekarz kopalni rudy cynku w kondominium Neutralny Moresnet, Wilhelm Molly, próbował na terytorium tego kraju ustanowić pierwsze państwo esperantystów „Amikejo” (amikejo = miejsce wielkiej przyjaźni), co jednak nie zakończyło się sukcesem.
Język taki chciał już utworzyć esperancki poeta Kálmán Kalocsay, wprowadzając człony łacińskie. Esperantem eksperymentował także Julian Tuwim, który przetłumaczył na esperanto wiersze Leopolda Staffa, a także np. swój debiutancki wiersz „Prośbę”, „Kwiaty polskie” czy „Bal w operze”.

### Oficjalny status i uznanie
Universala Esperanto-Asocio (Światowy Związek Esperantystów, UEA) utrzymuje oficjalne stosunki z UNESCO, ONZ, UNICEF, Radą Europy, Organizacją Państw Amerykańskich oraz Międzynarodową Organizacją Normalizacyjną (ISO). Podejmowano starania o przyznanie jej nagrody Nobla w 2009, poparte m.in. ustawą przez Sejm Rzeczypospolitej Polskiej. W 2009 Mongola Esperanto-Societo (Mongolskie Stowarzyszenie Esperantystów) stało się 70. krajową organizacją esperancką zrzeszoną z UEA. Krajowe związki esperantystów działają w 19 państwach afrykańskich i 21 azjatyckich.

### Nauczanie
Niektóre szkoły wyższe włączają esperanto do programów studiów lingwistycznych, inne oferują naukę esperanta jako osobny przedmiot. Na Uniwersytecie Adama Mickiewicza w Poznaniu prowadzone są 3-letnie studia na kierunku interlingwistyka skupiające się na esperancie i używające go jako języka wykładowego.
Podobnie jak z językami naturalnymi również w odniesieniu do esperanta można otrzymać certyfikat językowy. Certyfikat językowy dla znajomości esperanto wydaje Państwowe Centrum Egzaminów Językowych działające pod auspicjami Uniwersytetu im. Loránda Eötvösa. Certyfikaty wydawane są zgodnie z systemem poziomów biegłości językowej przyjętej przez Radę Europy. Certyfikaty językowe wydaje również Uniwersytet Jagielloński oraz Francuski Instytut Esperanto.
Pionierem nauczania esperanto w Polsce był Mieczysław Sygnarski, autor łącznie 16 opracowań i podręczników do nauki esperanto, w tym pierwszego podręcznika do nauki języka esperanto dla szkół średnich.

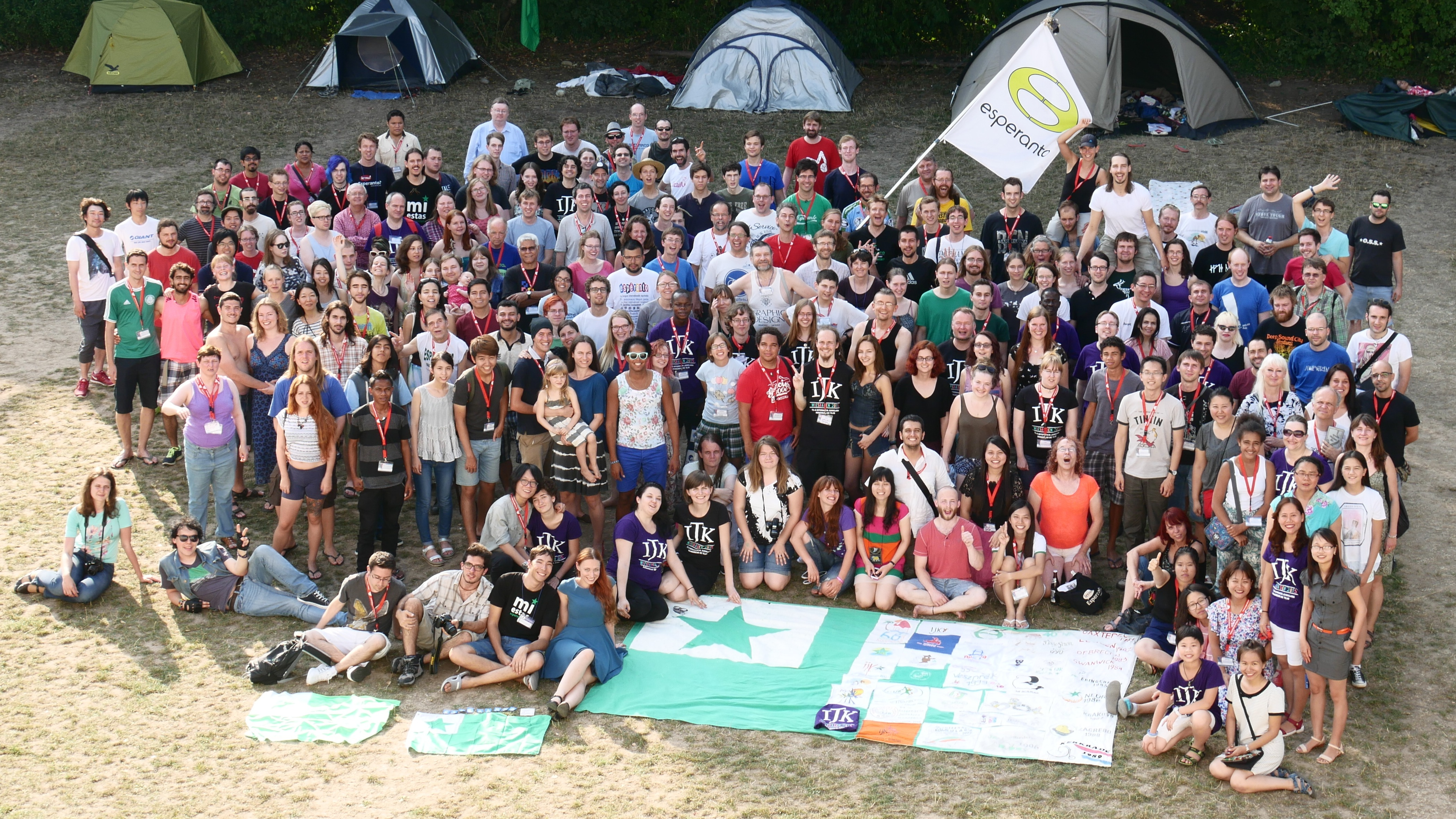
Uczestnicy Międzynarodowego Kongresu Młodzieży w Wiesbaden (2015)

### Esperanto w praktyce

#### Spotkania i podróże
Co roku esperantyści organizują setki międzynarodowych konferencji i spotkań – bez tłumaczy. Do największych należy Światowy Kongres Esperanto (Universala Kongreso de Esperanto), którego 104 edycja gościła w 2019 roku w Lahti. Z powodu pandemii COVID-19 Kongresy w latach 2020–2021 odbyły się w Internecie. Od 1938 organizowane są Międzynarodowe Kongresy Młodzieży (Internacia Junulara Kongreso) – ostatnio w Liptowskim Gródku w 2019 roku oraz w Internecie w 2020 roku. W 2017 roku powstał serwis zbierający informacje o wydarzeniach związanych ze społecznością esperanto Eventa Servo.
Celem ułatwienia podróży za pośrednictwem esperanta powstała sieć Pasporta Servo, którą opiekuje się Światowa Esperancka Organizacja Młodzieżowa. Od założenia w 1974 aż do 2008 roku podstawą jej działania była wydawana rokrocznie książeczka z adresami ok. 1100 osób z 90 krajów (2011) gotowych bezpłatnie gościć podróżujących esperantystów. Od 2009 roku sieć działa przede wszystkim w oparciu o Internet.

#### Biblioteki i badania naukowe

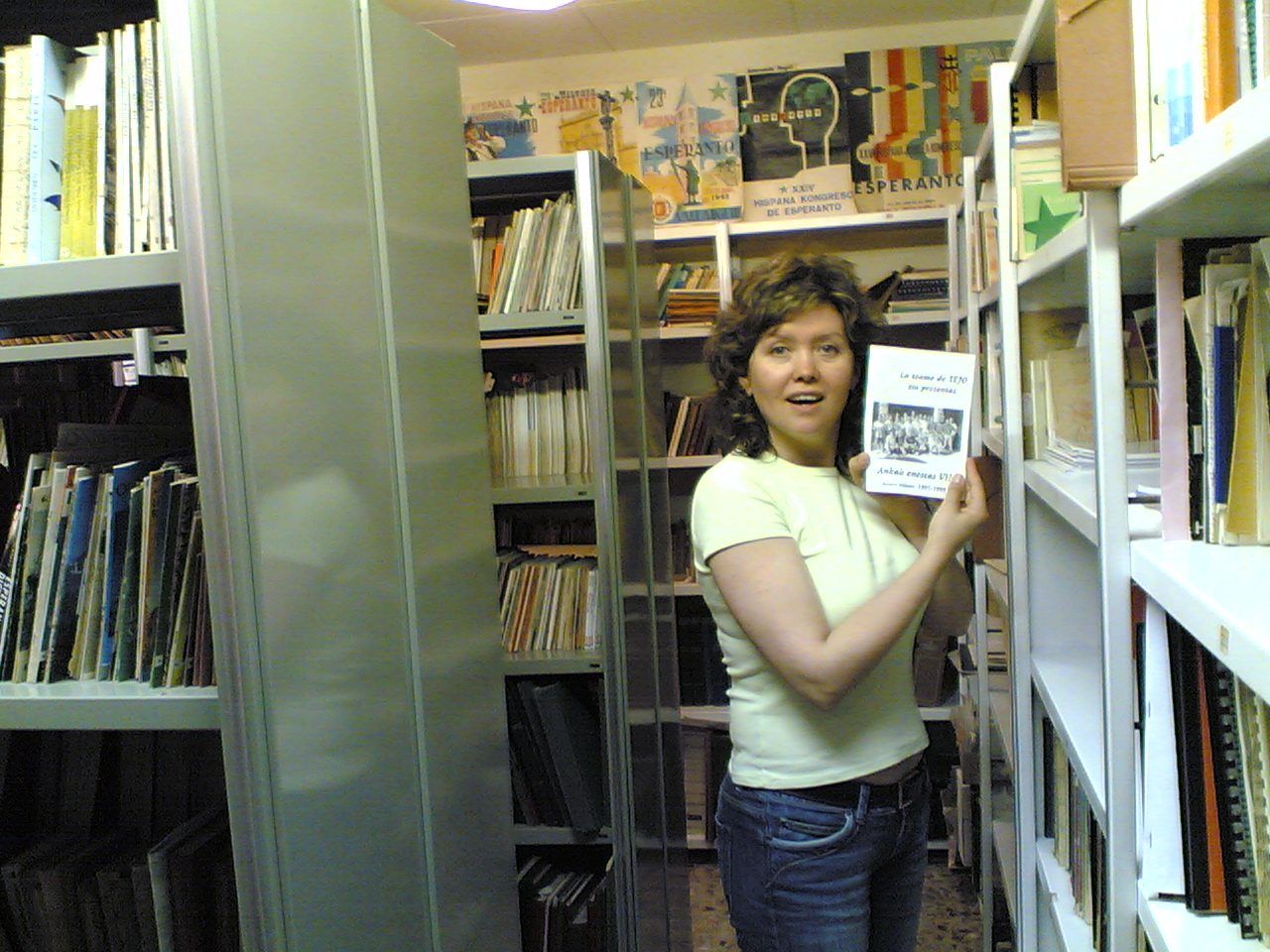
Biblioteka hiszpańskiego Muzeum Esperanta w Subirats

Biblioteka Internacia Esperanto-Muzeo (Międzynarodowego Muzeum Esperanta) w Wiedniu w swojej kolekcji posiada ponad 35 000 woluminów w 500 językach sztucznych, z czego najwięcej w esperanto. Jest tym samym największą biblioteką esperancką na świecie. Do innych dużych bibliotek (z ponad 20 000 woluminów) zaliczają się Biblioteka Hectora Hodlera w biurze UEA w Rotterdamie, Biblioteka Bultera przy Esperanto-Asocio de Britio (Brytyjskim Związku Esperantystów) w Stoke-on-Trent, Germana Esperanto-Biblioteko (Niemiecka Biblioteka Esperancka) w Aalen oraz biblioteka Japana Esperanto-Instituto (Japońskiego Instytutu Esperanta) w Tokio.
Język esperanto jest przedmiotem badań w szkołach wyższych. W Polsce studia nad językami międzynarodowymi (m.in. nad esperanto) prowadzone są w Instytucie Językoznawstwa Uniwersytetu im. Adama Mickiewicza. Studia skupiają się na esperancie, jako obecnie jedynym języku planowym, upowszechnionym na świecie oraz zajmują się jego lingwistyczną analizą, literaturą i historią. Ważnym elementem studiów jest komunikacja międzykulturowa. Celem studiów jest również kształcenie nauczycieli języka esperanto w ramach specjalizacji: dydaktyka esperanta.

#### Literatura

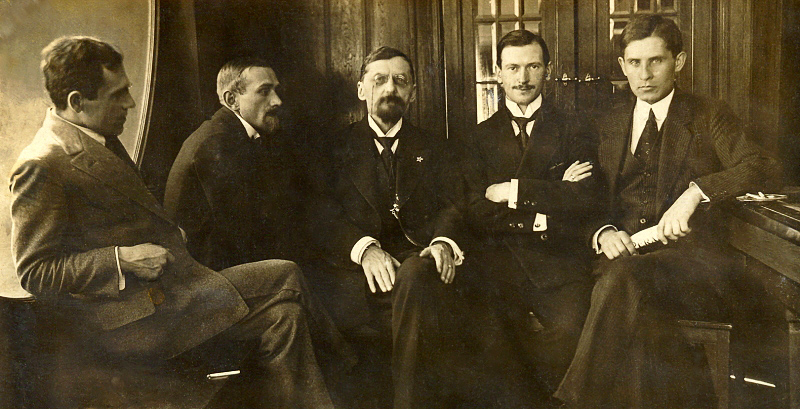
Polscy poeci esperanccy, 1921 r. W środku: Antoni Grabowski, autor m.in. tłumaczenia Pana Tadeusza

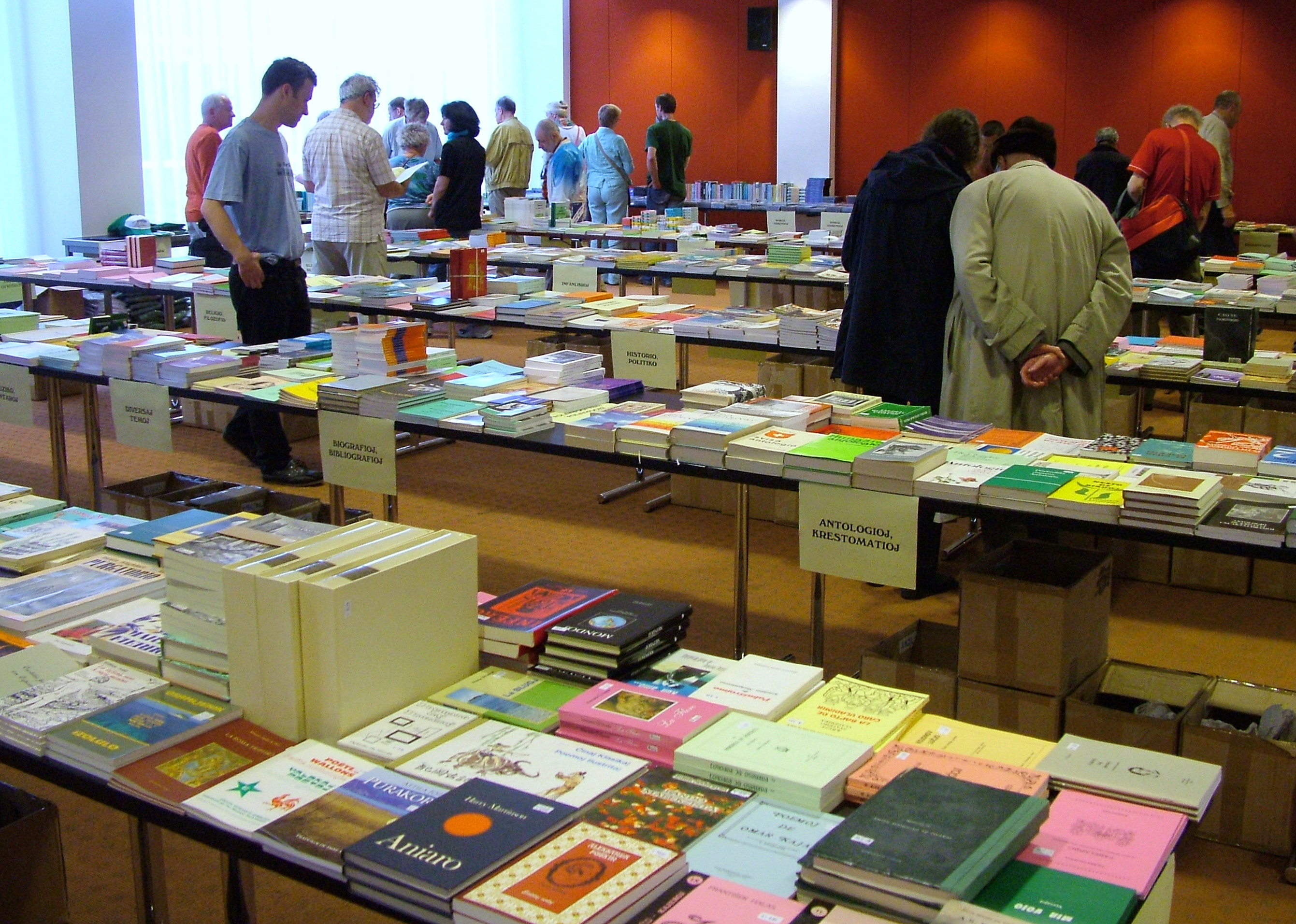
Księgarnia w ramach kongresu w Rotterdamie

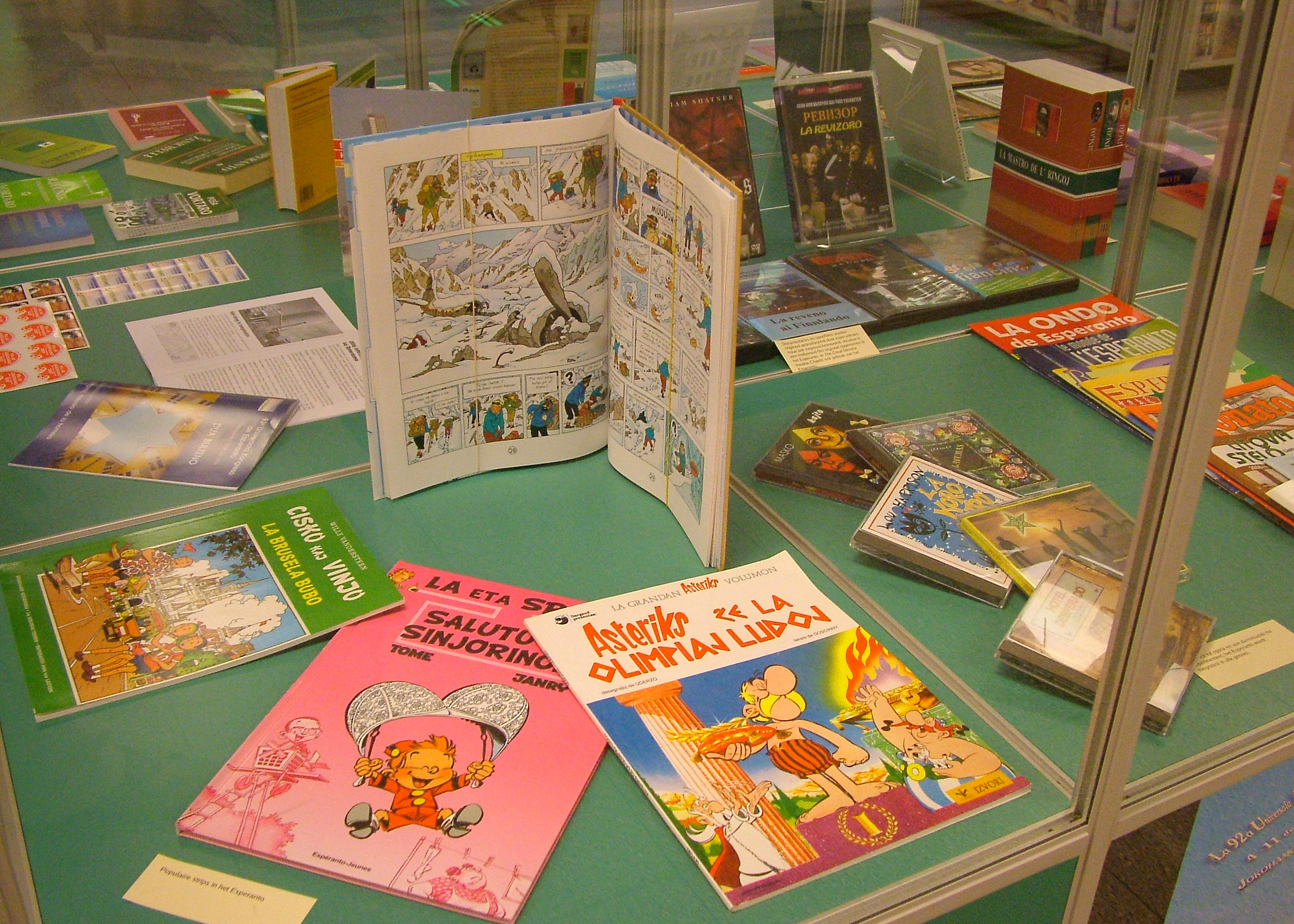
Komiksy w esperanto

W esperancie istnieje zarówno oryginalna literatura, jak i przekłady. O uznaniu dla tradycji literackiej esperanta świadczy przyjęcie Esperanta PEN-Centro do międzynarodowego PEN Clubu w 1993 Do istotnych współczesnych pisarzy esperanckich należą powieściopisarze Trevor Steele (Australia), István Nemere (Węgry), Spomenka Štimec (Chorwacja) i Manuel de Seabra (Katalonia); poeci Mauro Nervi (Włochy), Mao Zifu (Chiny), Michaił Giszpling (Izrael) i Abel Montagut (Katalonia); eseiści i tłumacze Probal Dasgupta (Indie, USA), Humphrey Tonkin (USA), Kurisu Kei (Japonia). Szkocki poeta William Auld za swoją twórczość w esperanto był kilkukrotnie nominowany do literackiej Nagrody Nobla, m.in. w 2004 i 2006 roku. Podobne nominacje otrzymali również Marjorie Boulton i Baldur Ragnarsson. W katologu internetowej księgarni Universala Esperanto-Asocio widnieje ok. 6700 książek.
Do wydanych ostatnio przekładów znanych dzieł na esperanto należą na przykład Stary człowiek i morze Hemingwaya, Władca Pierścieni Tolkiena, Sto lat samotności Garcíi Márqueza, rubajjaty Omara Chajjama, Blaszany bębenek Güntera Grassa, Opisanie świata Marco Polo, Lalka Bolesława Prusa czy wielka rodzinna saga Sen czerwonego pawilonu Cao Xueqina. Spośród książek dla dzieci, oprócz Asteriksa, Kubusia Puchatka i Tintina, przełożono również na przykład Pippi Pończoszankę i wszystkie książki z serii o Muminkach fińskiej pisarki Tove Jansson. Teksty niektórych przekładów można znaleźć w Internecie.

#### Muzyka
Muzyka wykonywana w esperanto obejmuje różne gatunki takie jak pieśni ludowe, rock, reggae, piosenki kabaretowe, utwory solowe i chóralne, a także operę. Do aktywnych wykonawców należą np. szwedzki zespół La Perdita Generacio, oksytański piosenkarz JoMo, fiński zespół Dolchamar, kazachski duet Ĵomart kaj Nataŝa, fryzyjska grupa Kajto czy polski bard Georgo Handzlik. Również niektórzy sławni kompozytorzy i artyści, tacy jak Elvis Costello czy Michael Jackson, nagrywali w esperanto, komponowali utwory inspirowane tym językiem lub używali go w swoich materiałach promocyjnych. Popularny w latach 80. w Czechosłowacji zespół Team po wielkim sukcesie swojego pierwszego albumu (250 tys. sprzedanych egzemplarzy) nagrał również jego esperancką wersję. Do klasycznych dzieł na orkiestrę i chór z esperanckimi tekstami należą La Koro Sutro Lou Harrisona czy też pierwsza symfonia w esperanto autorstwa Davida Gainesa. We francuskiej Tuluzie działa wytwórnia muzyczna Vinilkosmo, która specjalizuje się w produkcji esperanckiej muzyki. Główny internetowy zbiór tekstów piosenek w esperanto KantarViki przekroczył w kwietniu 2013 liczbę 3000 utworów, w tym zarówno oryginalnych, jak i zaadaptowanych z innych języków.

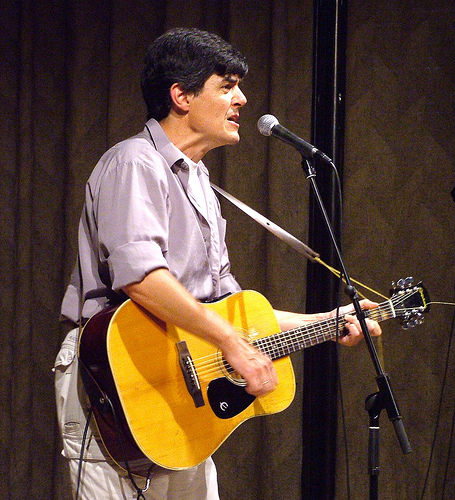
JoMo
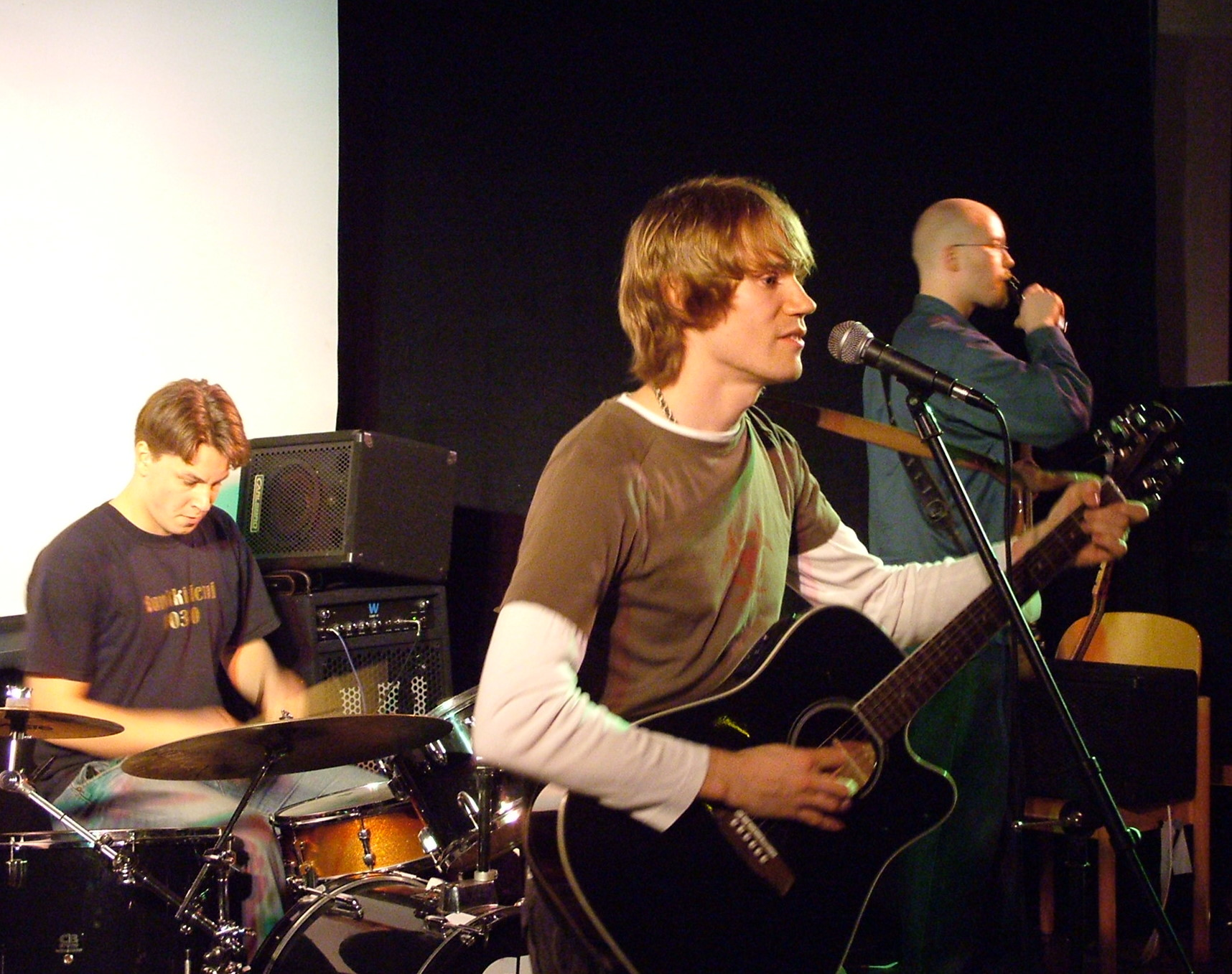
Dolchamar
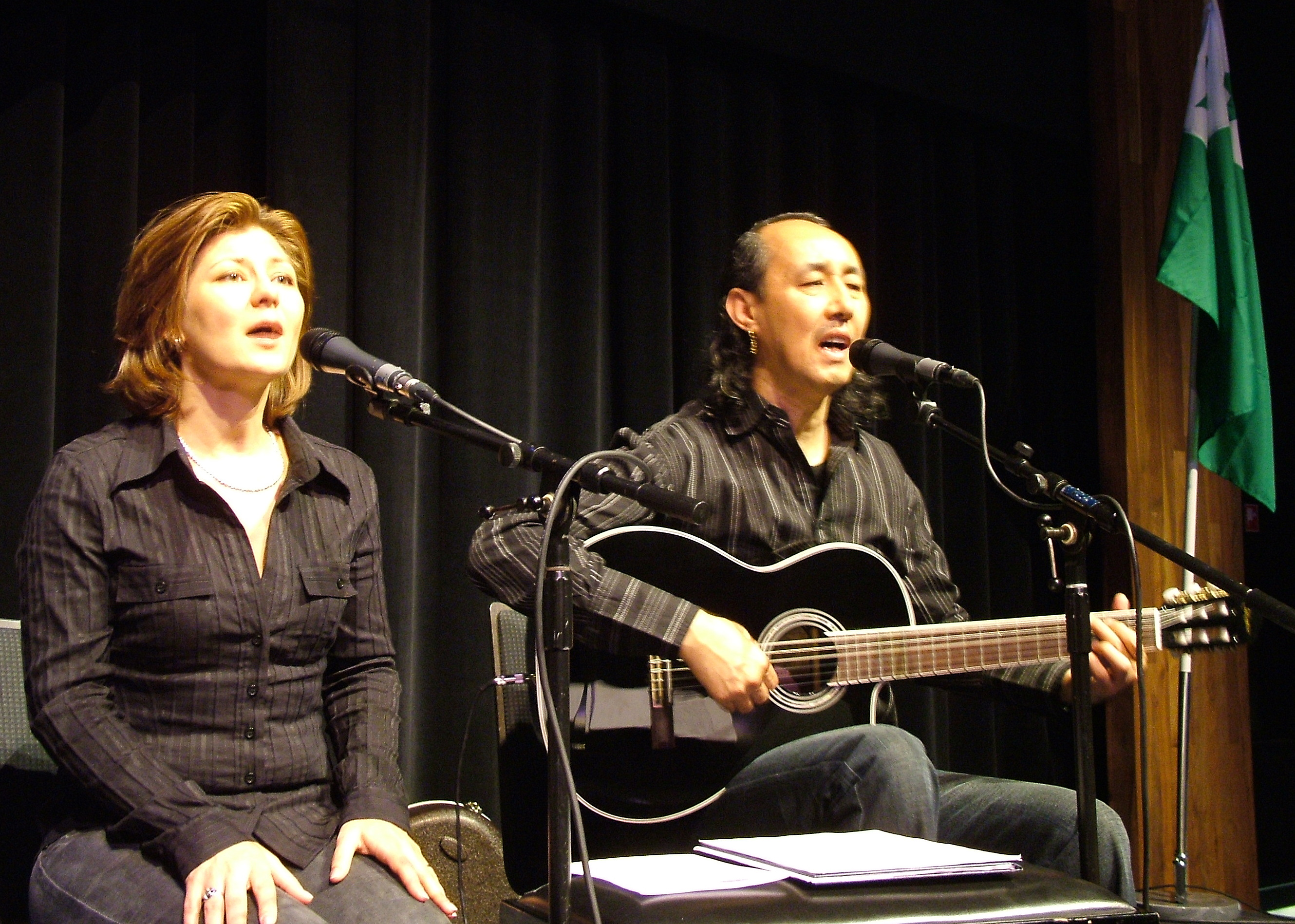
Ĵomart kaj Nataŝa
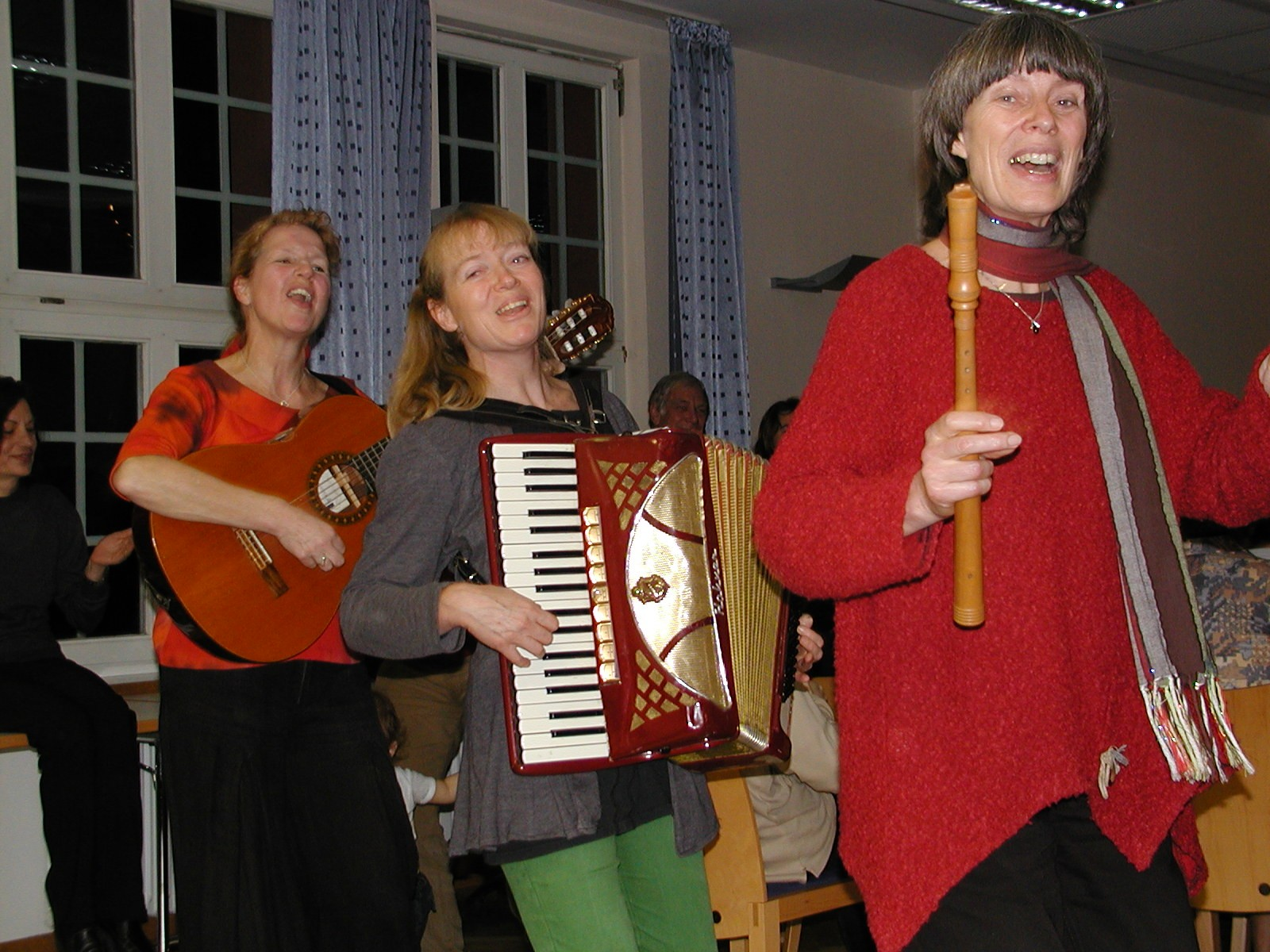
Kajto
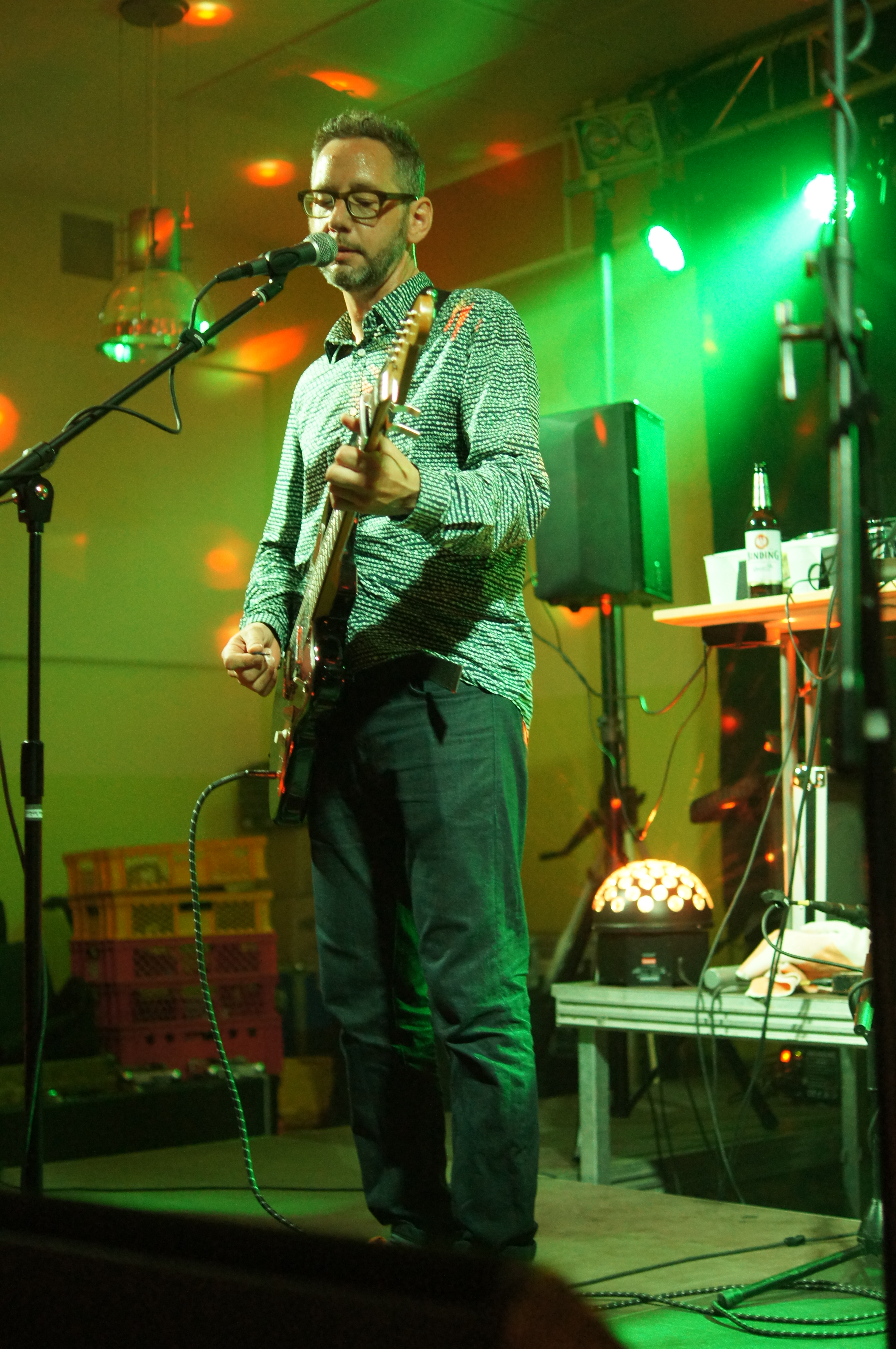
Martin Wiese
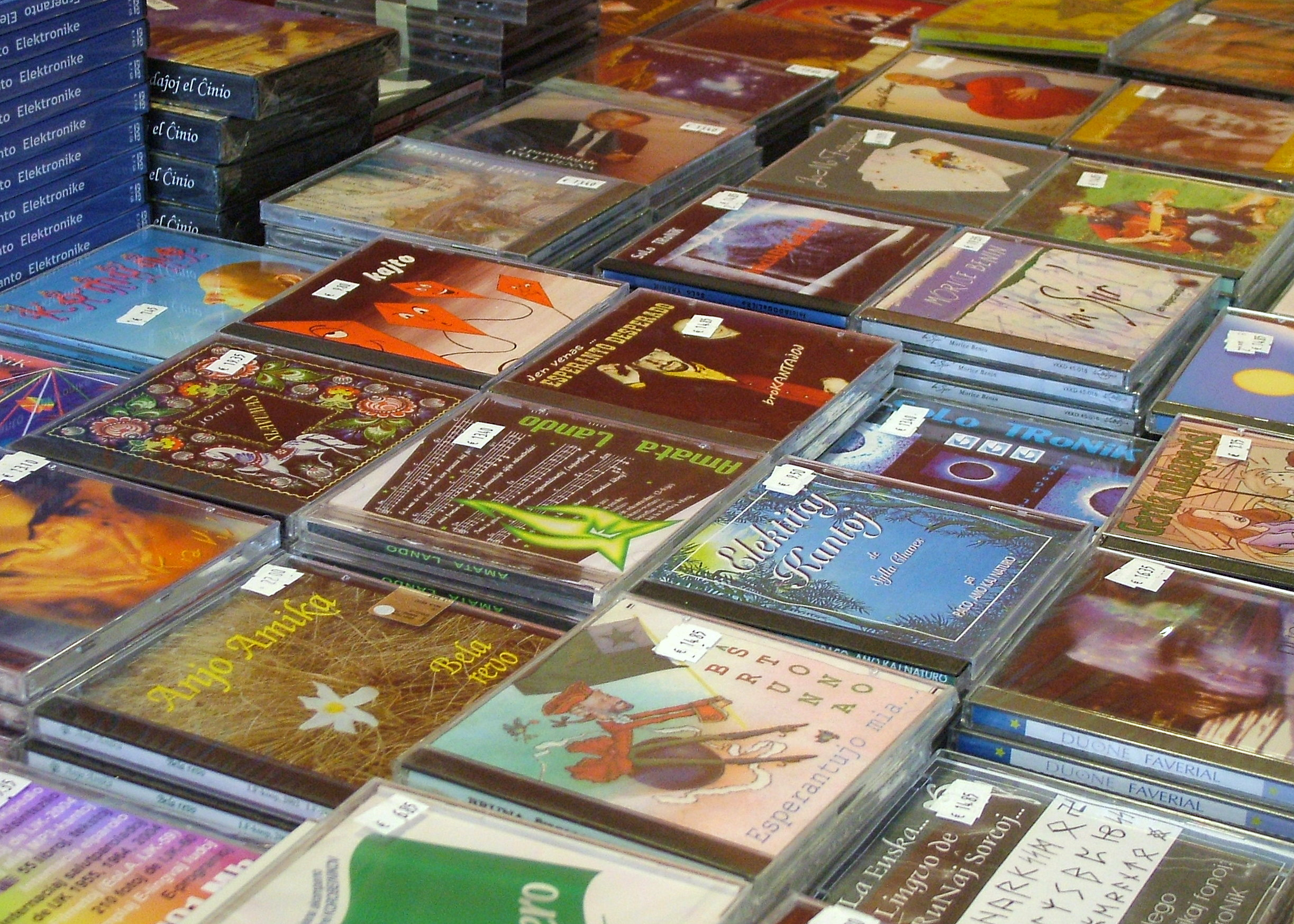
Płyty z esperancką muzyką na kongresie w Rotterdamie

#### Teatr i kino

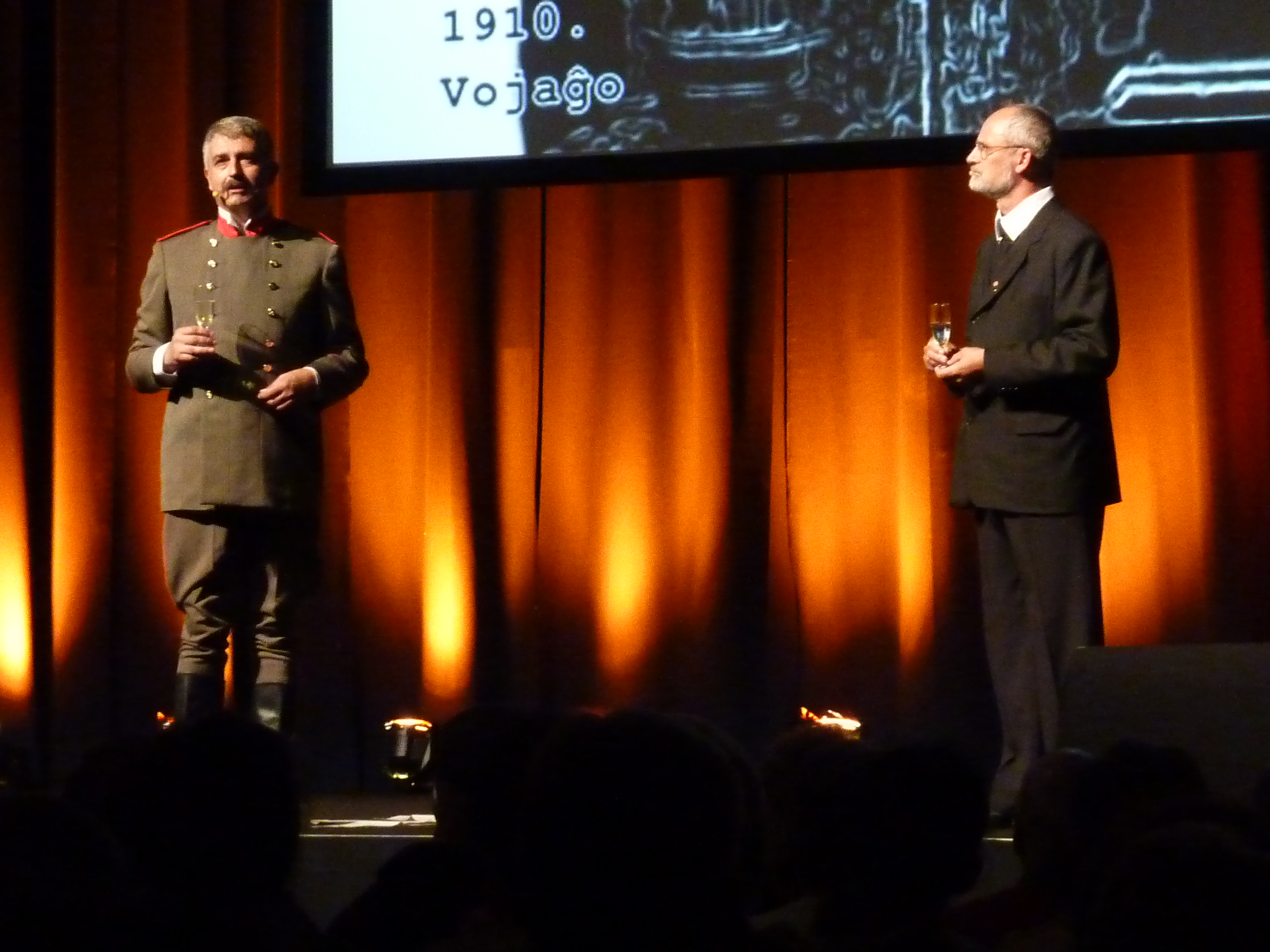
Przedstawienie Dziesięć dni kapitana Postnikowa na Światowym Kongresie w Kopenhadze w 2011 r.

Sztuki teatralne tak różnorodnych autorów jak Goldoni, Ionesco, Szekspir czy Alan Ayckbourn są w ostatnich latach wystawiane również w esperanto. W filmach esperanto pojawia się niekiedy jako tło – np. w Dyktatorze Charliego Chaplina pojawiają się napisy i plakaty w tym języku – lub jako przedstawienie przyszłości, np. w filmie akcji Blade: Mroczna trójca czy w serialu komediowym science-fiction Czerwony karzeł. Esperanckie dialogi pojawiają się np. w Idiot’s Delight z Clarkiem Gable czy w japońskim filmie Jan Arima no shūgeki. Filmy pełnometrażowe są jednak rzadkością. Mimo to istnieje ok. 25 filmów pełnometrażowych, w których pojawia się esperanto. Istotnymi wyjątkami są tu Angoroj, pierwszy całkowicie esperancki film pełnometrażowy czy kultowy Incubus (w głównej roli William Shatner). Na esperanto przekładane są również napisy do filmów; organizacją i gromadzeniem przekładów zajmuje się strona internetowa Verda Filmejo. Z Verda Filmejo wyłoniła się grupa Filmoj sen Limoj (Filmy bez granic). Ostatnio pojawiły się również amatorskie esperanckie projekty i społeczności tworzące krótkie filmy całkowicie w esperanto. Ich długość zazwyczaj nie przekracza kilkudziesięciu minut. Przykładem jest tu brazylijska spółka Imagu Filmoj, która wyprodukowała m.in. pełnometrażowy film Gerda Malaperis oparty na powieści Claude Pirona.

#### Czasopisma

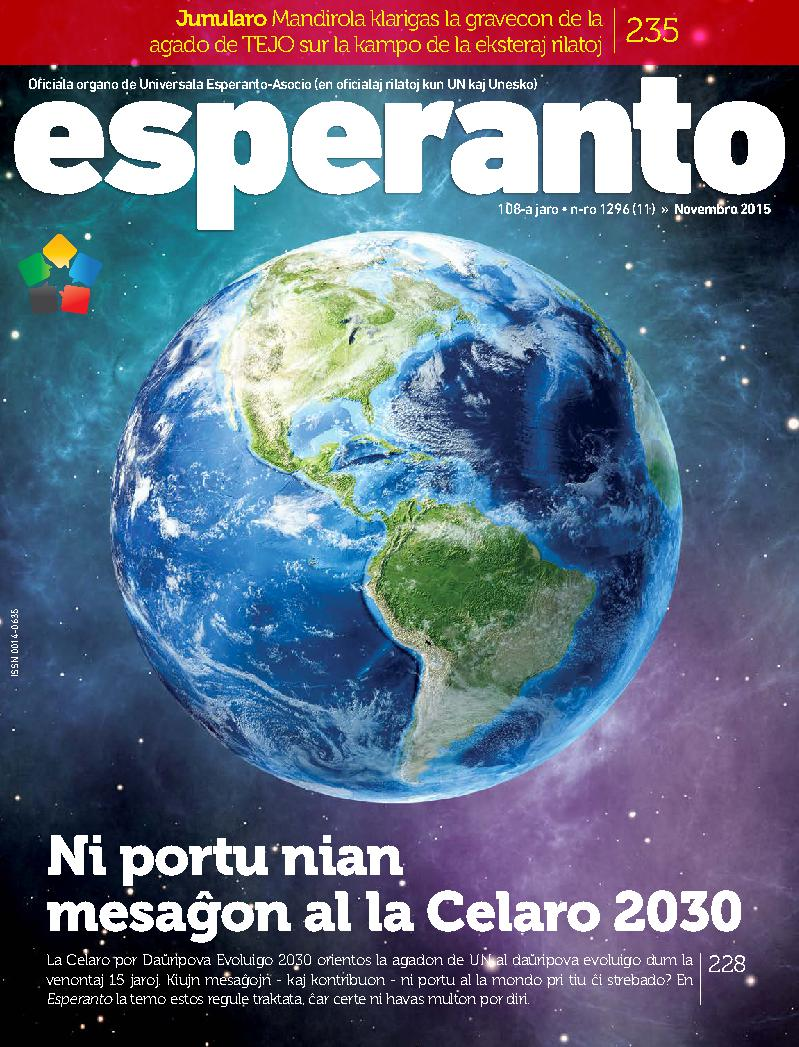
Esperanto z listopada 2015 r.

Ponad 100 gazet i czasopism ukazuje się regularnie w esperanto, wśród nich poświęcone aktualnościom Monato, czasopismo literackie Beletra Almanako czy też oficjalne organy TEJO i UEA – odp. Kontakto i Esperanto. Prenumeratorzy uzyskują również elektroniczny dostęp do wielu innych ważnych czasopism, w tym do numerów archiwalnych. Istnieją periodyki poświęcone medycynie, nauce, młodzieży, religii, czasopisma edukacyjne i pedagogiczne, literackie i tematyczne. Gazeta Heroldo de Esperanto jest wydawana od niemal stu lat (od 1920), a nowy właściciel, Sociala Grupo Lexus, planuje w 2017 sześciokrotnie zwiększyć liczbę prenumeratorów i już w 2018 wydawać Heroldo dwa razy w miesiącu, na 24 stronach.
Niezależnym komentowaniem wydarzeń w ruchu esperanckim zajmuje się internetowy magazyn Libera folio.

#### Radio i telewizja

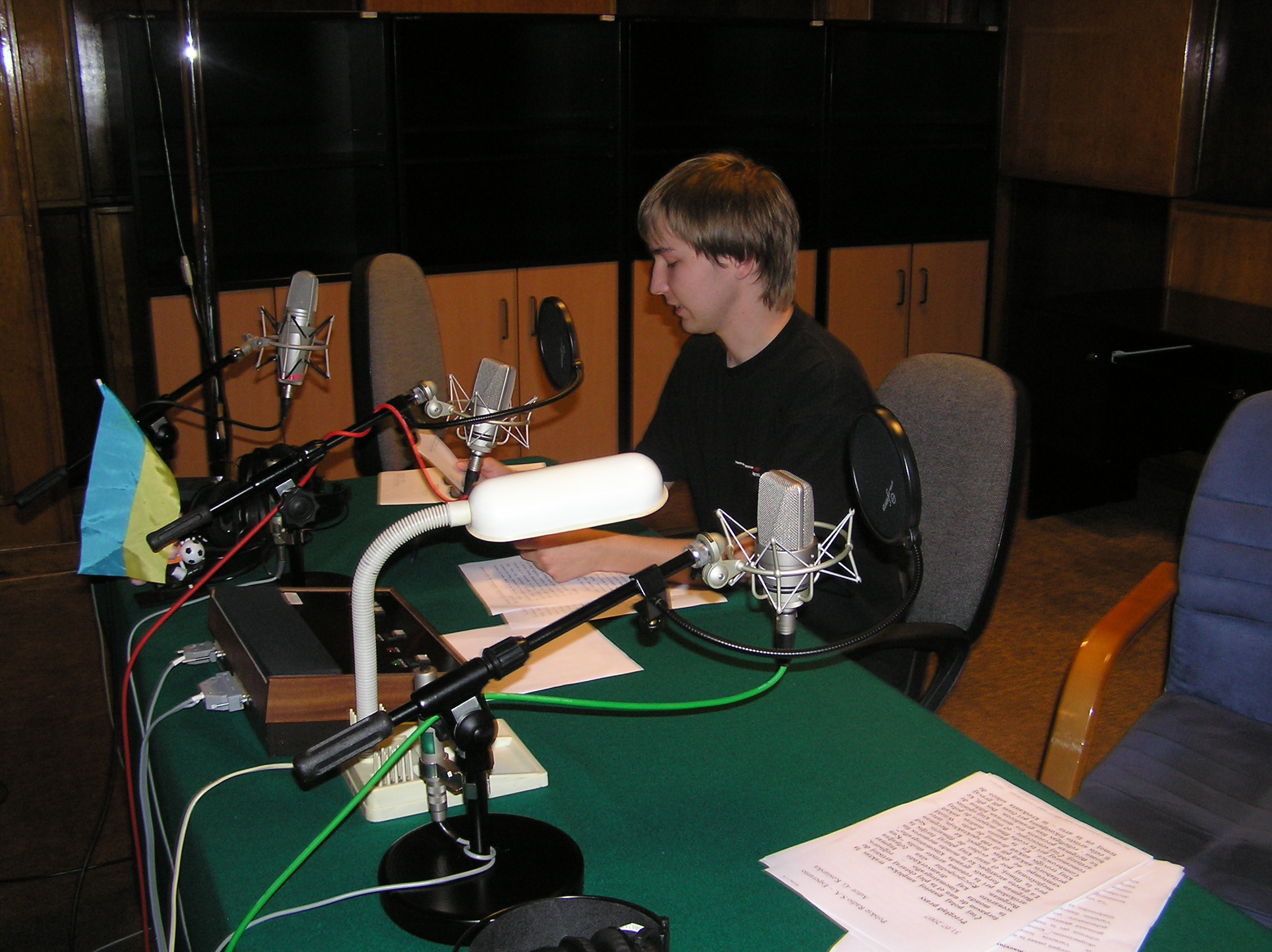
Redakcja esperancka Polskiego Radia

Rozgłośnie radiowe w Brazylii (Radio Boa Nova), Chinach (Chińskie Radio Międzynarodowe), Australii (Melbourne Ethnic Community Radio), na Kubie (Radio Habana Cuba), i w Watykanie (Radio Watykańskie) nadają aktualnie (wrzesień 2016) regularne audycje w esperanto. Rośnie również liczba programów dostępnych przez Internet, kolejne stacje (profesjonalne i amatorskie) działają głównie lub wyłącznie w sieci. Do popularnych esperanckich podkastów należą np. Varsovia Vento, Kern.punkto, Esperanta Retradio czy Radio Verda (do 2013). Podkast Pola Retradio stanowi kontynuację dla zlikwidowanych w 2011 roku esperanckich audycji Polskiego Radia. W 2011 powstało internetowe radio Muzaiko, pierwsze nadające programy w esperanto przez 24 godziny na dobę. Aplikacja Muzaiko na smartfony umożliwia również odsłuchiwanie podkastów z innych stacji radiowych, m.in. wymienionych wyżej krajowych rozgłośni. Regularne programy w esperanto nadawała Telewizja Białystok.

#### Internet
Rozwój i upowszechnienie nowych technologii stało się motorem napędowym dla esperanta, dzięki czemu można mówić o swoistym odrodzeniu języka. W Internecie dostępne są w esperanto strony, kursy, fora, czaty, blogi, grupy dyskusyjne, filmy, prasa, podkasty i kanały radiowe (np. Muzaiko). Sytuację języka w internecie obrazuje również objętość esperanckiej Wikipedii, która we wrześniu 2016 liczyła ponad 230 000 haseł i prawie 400 aktywnych użytkowników.
W Internecie dostępne są esperanckie słowniki, m.in. elektroniczna wersja najobszerniejszego słownika definicyjnego Plena Ilustrita Vortaro de Esperanto, Reta Vortaro, Wikisłownik. Od 2002 roku działa poświęcony nauce esperanta portal Lernu!, dostępny w 37 językach. W 2015 roku ruszył anglojęzyczny kurs esperanta w popularnej aplikacji Duolingo, który znacznie przyczynił się do popularyzacji esperanta w sieci. Po roku od uruchomienia przekroczył on próg 400 tysięcy zarejestrowanych użytkowników, z których kończyło kurs codziennie 30 osób. Wkrótce (lato 2016) zostanie uruchomiony kolejny kurs w języku hiszpańskim.
W serwisie YouTube dostępne są liczne nagrania wideo w esperanto i na temat esperanta: muzyka, filmy, wideoblogi, wywiady, relacje z esperanckich imprez, wykłady, kursy, sztuki teatralne, przewodniki turystyczne, audiobooki itd. Najpopularniejszym youtuberem esperanckim jest Richard Delamore z Australii, tworzący pod pseudonimem Evildea. W trakcie pandemii popularność zdobyła również Chelsea Rae Moses z USA.
Esperanto jest szeroko używane w komunikatorach internetowych ICQ, IRC, MSN i Skype. Wśród użytkowników kursu esperanta w Duolingo popularność zdobywa komunikator Telegram. Programy komputerowe takie jak LibreOffice, Firefox, IrfanView, środowisko graficzne KDE i systemy operacyjne Ubuntu i Mandriva są dostępne w esperanto. Popularne strony internetowe takie jak Google, Wikipedia, Facebook czy Ipernity posiadają również esperanckie wersje. W 2017 roku została uruchomiona aplikacja społecznościowa Amikumu umożliwiająca użytkownikom smartfonów wyszukanie esperantystów znajdujących się w pobliżu w oparciu o GPS. Pod koniec 2018 roku Johannes Genberg ze Szwecji stworzył serwis społecznościowy dla esperantystów Nubo.re, strona nie działała jednak poprawnie i została w 2020 zamknięta, a jej twórca otworzył nowy serwis o nazwie MiaVivo.net, który bazuje na programie PeepSo.

#### Religia
Podczas I Światowego Kongresu Esperanta (1905) ks. Peltier przygotował mszę świętą w języku esperanto, a podczas II Światowego Kongresu Esperanta w Genewie w roku 1906 wygłosił pierwsze w historii kazanie w języku esperanto. Od roku 1990 esperanto jest oficjalnie zaliczone do liturgicznych języków Kościoła katolickiego. Na esperanto jest przetłumaczona także Biblia, a Stary Testament jest pierwszym dziełem literackim wydanym w esperanto z tłumaczeniem dokonanym przez samego Ludwika Zamenhofa. W Polsce pierwszą mszę w języku esperanto odprawił biskup Jan Maria Michał Sitek zwierzchnik Kościoła Starokatolickiego Mariawitów. Było to 2 sierpnia 1959 roku w kościele ewangelicko-augsburskim pw. Świętej Trójcy w Warszawie. Śpiewy liturgiczne przygotował chór parafii mariawickiej z Leszna. Okazją do dokonania przekładu tekstów liturgii był XLIV Światowy Kongres Esperanto, który obradował wówczas w Warszawie. Inicjatywa nabożeństwa ekumenicznego w języku esperanto wyszła od Polskiej Rady Ekumenicznej. Zdecydowano również, że nabożeństwo zostanie odprawione w obrządku mariawickim, najbliższym rzymskokatolickiemu, a tym samym większości uczestników Kongresu. Przekład liturgii powierzono bp. Janowi Marii Michałowi Sitkowi, zaś opiekę merytoryczną kapłanom mariawitom. Mariawici aktywnie uczestniczyli w międzynarodowym ruchu esperanckim od 1906 roku. Papież Jan Paweł II znał esperanto i również w tym języku udzielał błogosławieństwa „Urbi et Orbi”.
Audycje religijne w języku esperanto nadaje Radio Watykańskie.

## Charakterystyka językoznawcza

### Klasyfikacja
Esperanto jest językiem sztucznym, w związku z czym nie jest genealogicznie powiązane z żadnym językiem etnicznym. Można je opisać jako język o wybitnie łacińskim i germańskim słownictwie. Z punktu widzenia morfologii jest językiem przeważnie aglutynacyjnym z niewielką tendencją analityczną. Fonologia, gramatyka, leksyka i semantyka są zasadniczo oparte na językach indoeuropejskich z Europy. Aspekty pragmatyczne i inne nie zostały zdefiniowane w oryginalnych pismach Zamenhofa.
Typologicznie esperanto jest językiem postpozycyjnym, a domyślny szyk zdania to SVO. Przymiotniki mogą być dowolnie umieszczane przed lub po rzeczownikach, które określają, jednak częściej stawia się je przed rzeczownikiem. Nowe wyrazy tworzy się poprzez rozbudowaną prefiksację i sufiksację.

### Fonetyka i fonologia
Esperanto liczy 23 fonemy spółgłoskowe i 5 samogłoskowych. Półsamogłoski /j/ i /w/ zostały poniżej zaliczone do spółgłosek. Mimo że ich wymowa przypomina wymowę samogłosek, funkcjonują one jako spółgłoski.
Norma wymowy esperanta nie przewiduje obowiązkowych alofonów, jednak istnieje tendencja do minimalizowania wariacji alofonicznej. Przykładowo nie istnieje reguła nakazująca wymowę /n/ przed /ɡ/ i /k/ jako [ŋ] – wymowa jako [n] jest również dozwolona i stosowana przez niektórych użytkowników przy starannej wymowie. Podobnie dla fonemów samogłoskowych /e/ i /o/ dopuszczalne są wszystkie realizacje odpowiednio pomiędzy [e] i [ɛ] oraz [o] i [ɔ], a wymowa średnia [e̞] i [o̞] jest postrzegana jako najbardziej modelowa.

#### Spółgłoski
| Typ                | Typ          | Wargowe | Dziąsłowe | Zadziąsłowe | Podniebienne | Miękkopodniebienne | Krtaniowe |
| ------------------ | ------------ | ------- | --------- | ----------- | ------------ | ------------------ | --------- |
| Nosowe             | Nosowe       | m       | n         |             |              |                    |           |
| Zwarte             | bezdźwięczne | p       | t         |             |              | k                  |           |
| Zwarte             | dźwięczne    | b       | d         |             |              | ɡ                  |           |
| Zwarto-szczelinowe | bezdźwięczne |         | t͡s        | t͡ʃ          |              |                    |           |
| Zwarto-szczelinowe | dźwięczne    |         |           | d͡ʒ          |              |                    |           |
| Szczelinowe        | bezdźwięczne | f       | s         | ʃ           |              | x                  | h         |
| Szczelinowe        | dźwięczne    | v       | z         | ʒ           |              |                    |           |
| Drżące             | Drżące       |         | r         |             |              |                    |           |
| Półotwarte         | Półotwarte   |         | l         |             | j            | w                  |           |

#### Samogłoski
| Typ         | Przednie | Centralne | Tylne |
| ----------- | -------- | --------- | ----- |
| Przymknięte | i        |           | u     |
| Średnie     | e        |           | o     |
| Otwarte     |          | a         |       |

Esperanckie dyftongi /aj/, /oj/, /uj/, /ej/, /aw/ i /ew/ nie są uznawane za osobne fonemy, lecz za kombinacje dwóch fonemów, tj. samogłoski i półsamogłoski.

#### Procesy fonetyczne
Norma wymowy esperanckiej nie przewiduje reguł dotyczących procesów fonetycznych, a te spotykane u niektórych użytkowników są postrzegane jako niepożądany wpływ języków narodowych. Przykładowo nie występuje upodobnienie spółgłosek w zbitkach pod względem dźwięczności, chociaż wymowa niezgodna z tą zasadą jest tolerowana w praktyce, o ile nie jest źródłem nieporozumień. Podobnie toleruje się epentezę półsamogłoski pomiędzy dwoma różnymi samogłoskami, zwłaszcza przymkniętymi, np. [ˈmija] mia i [ˈpluwa] plua oraz zwarcia krtaniowego pomiędzy różnymi lub (zwłaszcza) identycznymi samogłoskami, np. [praˈʔavo] praavo.
Od samego początku istnieje tendencja do eliminowania z pisowni i wymowy rzadkiej spółgłoski /x/ ĥ i zastępowania jej w wyrazach przez /k/, co sugerował już sam Zamenhof. Słowniki z reguły podają równolegle formy z ĥ i k, jedynie sekwencja rĥ (np. arĥeologio, arĥitekto, monarĥo) została tak dalece zastąpiona przez rk (np. arkeologio, arkitekto, monarko) już we wczesnym XX wieku, że współcześnie niewiele słowników podaje rĥ jako opcję. Inne wyrazy, takie jak ĥirurgo, ĥaoso, monaĥo, teĥniko, wciąż występują w obu wersjach, jednak częściej z k (kirurgo, kaoso, monako, tekniko). Tylko w niektórych przypadkach zamiana ĥ na k spowodowałaby dublowanie już istniejących wyrazów, dlatego zastąpiono je w nich przez ĉ (ĉilo, ĉino) lub h (hamida, Harbino i inne chińskie nazwy geograficzne) lub zmieniono całkowicie ich formę (ĥoro → koruso, ĥolero → kolerao). Tylko w dwóch słowach wciąż używa się niemal wyłącznie ĥ – ĉeĥo i eĥo (niekiedy spotyka się formę ekoo).
Przyjmuje się, że oba wyrazy są pełnoprawne, zarówno starsza forma, zawierająca ĥ, jak i nowsza, bez tej litery. Wybór zależy od gustu konkretnego użytkownika języka esperanto. Jedynie w kilku przypadkach forma zawierająca ĥ zanikła całkowicie (np. ĥino) i używana jest jedynie jako środek stylistyczny – archaizm.

#### Prozodia
Akcent pada zawsze na przedostatnią sylabę wyrazu (np. radio, matematiko, malgraŭ, malgraŭe, dudek, dudeka), z wyjątkiem przypadków elizji końcówki -o, która nie zmienia pozycji akcentu: radi’, matematik’. Akcentowana sylaba jest wymawiana głośniej i często także dłużej niż pozostałe, może mieć również inny ton, zwłaszcza wyższy. Nie istnieją jednak precyzyjne reguły dotyczące sposobu wyróżniania akcentowanej sylaby.
Długość samogłosek nie jest fonemiczna w esperanto.

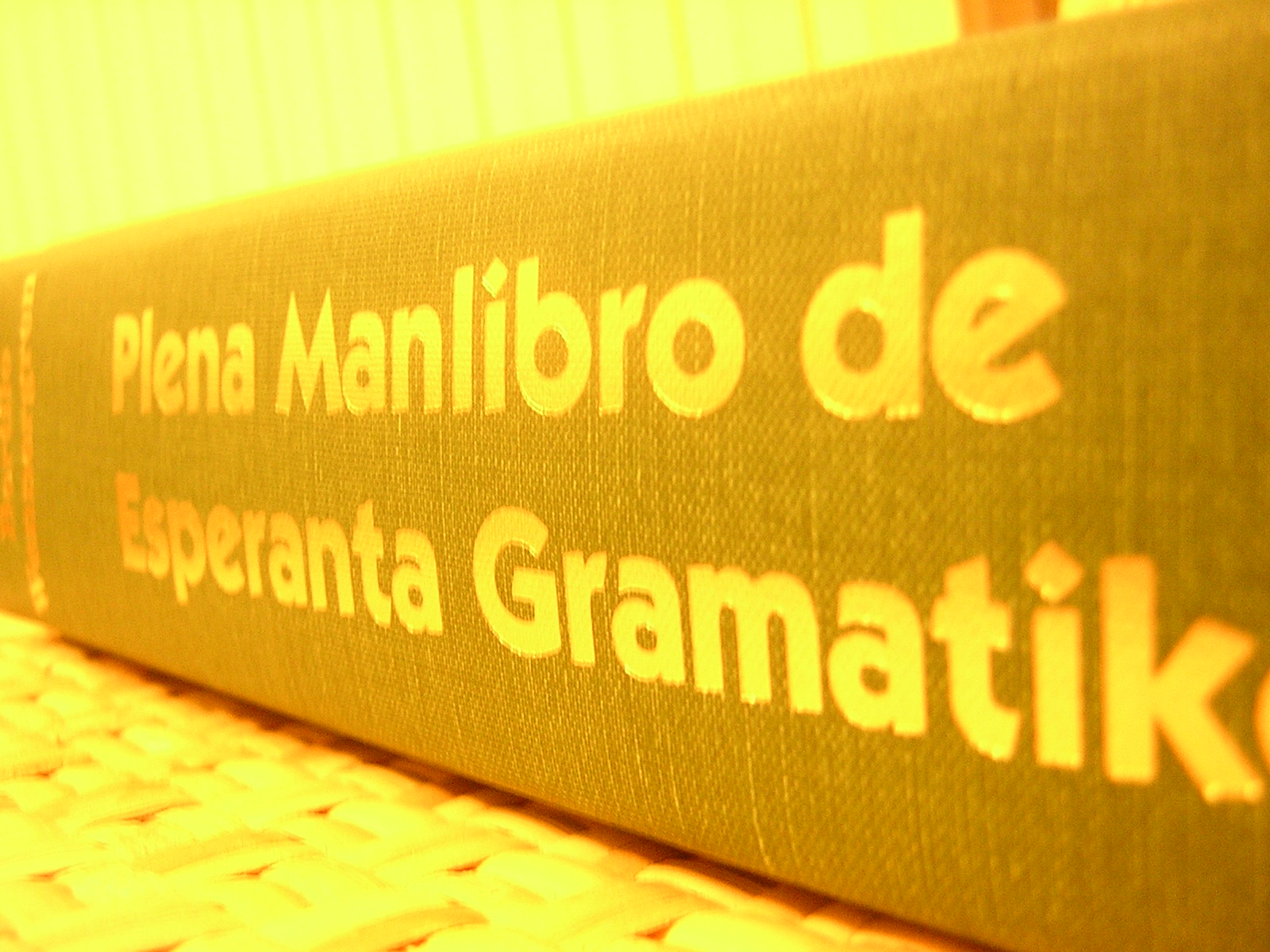
Gramatyka esperanta

### Słownictwo
Leksykalny fundament esperanta został określony przez Zamenhofa w książce Język międzynarodowy w 1887 Słownik w niej zawarty zawierał 900 rdzeni leksykalnych. Reguły esperanta umożliwiają w razie potrzeby zapożyczanie słów, z zastrzeżeniem by miały one możliwie najbardziej międzynarodowy charakter. Możliwa jest również derywacja nowych wyrazów z użyciem już istniejących rdzeni i afiksów. W 1894 Zamenhof opublikował pierwszy słownik esperanta, Universala vortaro, który zawierał większy zasób wyrazów. Od tego czasu zapożyczono do esperanta wiele słów z innych języków, zwłaszcza zachodnioeuropejskich.

#### Etymologia
Słownictwo języka esperanto pochodzi w większości z istniejących języków europejskich. Są to głównie słowa o pochodzeniu romańskim oraz wyrazy międzynarodowe (typu radio), w mniejszym stopniu słowa o pochodzeniu germańskim (np. hundo – pies), rzadko słowiańskim (np. bulko – bułka). Słowa z innych języków weszły do słownictwa esperanckiego wyłącznie wtedy, gdy były powszechnie używane w językach, z których Zamenhof czerpał leksykę. W późniejszych latach do esperanto trafiały specyficznie regionalne pojęcia w językach oryginalnych, np. haŝio (pol. pałeczki) z japońskiego lub boaco (pol. renifer) z saami. Niektóre słowa esperantyści celowo wprowadzali do użycia ze swoich języków narodowych.
Przykłady etymologii:
- Z łaciny i języków romańskich:
  - z łaciny: abio (pol. jodła), sed (pol. ale, lecz), tamen (pol. jednak), okulo (pol. oko), akvo (pol. woda)
  - z francuskiego: dimanĉo (pol. niedziela), fermi (pol. zamykać), ĉe (pol. przy, u), frapi (pol. uderzać, kołatać), ĉevalo (pol. koń), butiko (pol. butik)
  - z włoskiego: ĉielo (pol. niebo), fari (pol. robić), voĉo (pol. głos)
  - z portugalskiego: saŭdado (pol. saudade)
  - z kilku języków: facila (pol. łatwy), fero (pol. żelazo), tra (pol. przez, wskroś), verda (pol. zielony)
- Z języków germańskich:
  - z niemieckiego: baldaŭ (pol. wkrótce, niebawem), bedaŭri (pol. żałować), haŭto (pol. skóra), hundo (pol. pies), jaro (pol. rok), nur (pol. tylko)
  - z angielskiego: birdo (pol. ptak), mitingo (pol. mityng), spite (pol. na przekór), suno (pol. słońce), ŝarko (pol. rekin), teamo (pol. drużyna)
  - z kilku języków: bildo (pol. obraz), fiŝo (pol. ryba), fremda (pol. obcy), grundo (pol. gleba, grunt), halti (pol. zatrzymać się), hasti (pol. śpieszyć się), hundo (pol. pies), ofta (pol. częsty), somero (pol. lato), ŝipo (pol. statek), vintro (pol. zima)
- Z języków słowiańskich:
  - z polskiego: ĉapo (pol. czapka) ĉu (pol. czy), krado (pol. krata), moŝto (pol. mość)
  - z rosyjskiego: barakti (pol. szamotać się, borykać się), serpo (pol. sierp), vosto (pol. ogonek, ogon, kolejka)
  - z kilku języków: klopodi (pol. starać się, fatygować się), krom (pol. oprócz), prava (pol. sprawiedliwy, prawy, słuszny)
- Z innych języków indoeuropejskich:
  - z greckiego: hepato (pol. wątroba), kaj (pol. i, a), biologio (pol. biologia), politiko (pol. polityka)
  - z litewskiego: tuj (pol. natychmiast)
  - z sanskrytu: budho (pol. budda), nirvano (pol. nirwana)
- Z języków ugrofińskich:
  - z lapońskiego: samea (pol. lapoński), boaco (pol. renifer), jojko (pol. joik)
  - z fińskiego: lirli (pol. pluskać), saŭno (pol. sauna)
  - z węgierskiego: ĉako (pol. czako), ĉardo (pol. węgierska karczma polowa), ĉardaŝo (pol. czardasz), ĉuro (pol. wulgarne określenie spermy)
- Z języków semickich:
  - z hebrajskiego: kabalo (pol. kabała)
  - z arabskiego: kadio (pol. kadi), kaido (pol. kaid), magazeno (pol. sklep, magazyn, skład), matraco (pol. materac), admiralo (pol. admirał), surao (pol. sura), Korano (pol. Koran)
- Z innych języków:
  - z japońskiego: cunamo (pol. tsunami), haŝio (pol. chińskie pałeczki), hajko (pol. haikai), ĵudo (pol. dżudo), noo (pol. nogaku), sakeo (pol. sake), utao (pol. uta, japońska forma poetycka), zeno (pol. zen)
  - z chińskiego: maĝango (pol. mahjong), toŭfuo (pol. tofu)
  - z koreańskiego: kimĉio (pol. kimchi), makolio (pol. makgeolli), tekvondo (pol. taekwondo)
  - z hawajskiego: ukulelo (pol. ukulele), vikio (pol. wiki)
  - z maoryskiego: keo (pol. nestor), kivio (pol. kiwi)
  - z łotewskiego: koklo (pol. kokle), latvo (pol. łotysz)

#### Słowotwórstwo
Esperanto jest językiem aglutynacyjnym z w większości regularnym słowotwórstwem.
Oznacza to, że słowa można tworzyć przez sklejanie morfemów. Oprócz morfemów znaczeniowych, istnieje pokaźna liczba morfermów gramatycznych (prefiksów, sufiksów), aczkolwiek współcześnie nie ma ostrego podziału na morfemy znaczeniowe i gramatyczne. Morfemy znaczeniowe w funkcji morfemów gramatycznych występują zazwyczaj na pozycji prefiksowej.

#### Przedrostki
| Cząstka | Znaczenie                             | Przykłady                                                                                                |
| ------- | ------------------------------------- | --- |
| bo-     | pokrewieństwo przez małżeństwo        | patro = ojciec – bopatro = teść, frato = brat – bofrato = szwagier                                       |
| dis-    | rozdzielenie                          | doni = dawać, disdoni = rozdawać                                                                         |
| duon-   | połowicznie                           | horo = godzina, duonhoro = pół godziny, patro = ojciec, duonpatro = ojczym                               |
| ek-     | początek lub krótkotrwałość czynności | dormi = spać, ekdormi = zasnąć, usnąć                                                                    |
| eks-    | były                                  | eksministro = eksminister, były minister                                                                 |
| fi-     | moralne potępienie                    | libro = książka, filibro = zła książka                                                                   |
| ge-     | rodzaj nijaki, obojga płci            | patro = ojciec, patrino = matka, gepatroj = rodzice, ojciec i matka, ojcowie i matki, gesinjoroj państwo |
| mal-    | przeciwieństwo                        | bono = dobro, malbono = zło                                                                              |
| mis-    | błędnie                               | aŭdi = słyszeć, misaŭdi = przesłyszeć się                                                                |
| pra-    | dawny                                 | avo = dziadek, praavo = pradziadek                                                                       |
| re-     | powtórzenie lub powrót                | skribi = pisać, reskribi = przepisać                                                                     |
| retro-  | wstecz, z powrotem                    | iri = iść, retroiri = cofać się, iść do tyłu                                                             |
| vir-    | rodzaj męski                          | bovo = krowa, virbovo = byk, koko = kura, virkoko = kogut                                                |

#### Przyrostki
| Cząstka | Znaczenie                                                      | Przykłady                                                                |
| ------- | -------------------------------------------------------------- | ------------------------------------------------------------------------ |
| –aĉ-    | obrzydzenie, zła jakość                                        | domo = dom, domaĉo = rudera                                              |
| –ad-    | długotrwałość lub powtarzalność czynności                      | parolo = mowa, parolado = przemówienie                                   |
| –aĵ-    | przedmiot mający daną cechę, produkt danej czynności, potrawa  | ovo = jajko, ovaĵo = jajecznica                                          |
| –an-    | członek, mieszkaniec, wyznawca                                 | Varsovio = Warszawa, varsoviano = warszawiak                             |
| –ar-    | liczba zbiorowa                                                | arbo = drzewo, arbaro = las                                              |
| –ebl-   | nadawanie się do                                               | legi = czytać, legebla = czytelny                                        |
| –ec-    | cecha                                                          | alta = wysoki, alteco = wysokość                                         |
| –eg-    | duże natężenie                                                 | manĝi = jeść, manĝegi = obżerać się                                      |
| –ej-    | miejsce                                                        | lerni = uczyć się, lernejo = szkoła                                      |
| –em-    | skłonność                                                      | manĝi = jeść, manĝema = łakomy                                           |
| –end-   | do zrobienia                                                   | pagi = płacić, pagenda = płatny, konieczny do zapłacenia                 |
| –er-    | część czegoś                                                   | ĉeno = łańcuch, ĉenero = ogniwo                                          |
| –estr-  | zarządca                                                       | urbo = miasto, urbestro = burmistrz                                      |
| –et-    | małe natężenie, zdrobnienie                                    | plori = płakać, ploreti = popłakiwać, pordo = drzwi, pordeto = drzwiczki |
| –id-    | młody osobnik, dziecko                                         | hundo = pies, hundido = szczeniak                                        |
| –ig-    | zmieniać cechę czegoś                                          | akra = ostry, akrigi = ostrzyć                                           |
| –iĝ-    | stawać się                                                     | ruĝa = czerwony, ruĝiĝi = czerwienić się                                 |
| –il-    | narzędzie                                                      | haki = rąbać, siekać, hakilo = siekiera                                  |
| –in-    | rodzaj żeński                                                  | frato = brat, fratino = siostra                                          |
| –ind-   | wart czegoś                                                    | kredi = wierzyć, kredinda = wiarygodny                                   |
| –ing-   | nasada, pochwa                                                 | kandelo = świeca, kandelingo = świecznik                                 |
| –ism-   | podobne do polskiego -izm                                      | komuna = wspólny, komunismo = komunizm                                   |
| –ist-   | zawód, hobby                                                   | scienco = nauka, sciencisto = naukowiec                                  |
| –obl-   | krotność                                                       | duobla = dwukrotny                                                       |
| –on-    | ułamek                                                         | duono = połowa                                                           |
| –op-    | liczebnik zbiorowy                                             | duope = w dwójkę                                                         |
| –uj-    | pojemnik na coś, drzewo o danych owocach                       | mono = pieniądze, monujo = portfel                                       |
| –ul-    | osobnik mający daną cechę                                      | riĉa = bogaty, riĉulo = bogacz                                           |
| –um-    | tzw. sufiks uniwersalny, stosowany kiedy żaden inny nie pasuje | kolo = szyja, kolumo = kołnierz; plena = pełny, plenumi = spełniać       |

#### Stałe końcówki
| Sufiks | Znaczenie            | Przykłady                       |
| ------ | -------------------- | ------------------------------- |
| –o     | rzeczownik           | dom/o dom                       |
| –j     | liczba mnoga         | domo/j domy                     |
| –n     | biernik              | domo/n, domo/j/n (widzę) dom(y) |
| –a     | przymiotnik          | dom/a domowe                    |
| –e     | przysłówek           | dom/e w domu                    |
| –i     | bezokolicznik        | instru/i uczyć                  |
| –as    | czas teraźniejszy    | mi instru/as uczę               |
| –is    | czas przeszły        | mi instru/is uczył(e/a)m        |
| –os    | czas przyszły        | mi instru/os będę nauczał(a)    |
| –u     | tryb rozkazujący     | instru/u Ucz!                   |
| –us    | tryb przypuszczający | mi instru/us uczył(a)bym        |

### Ortografia

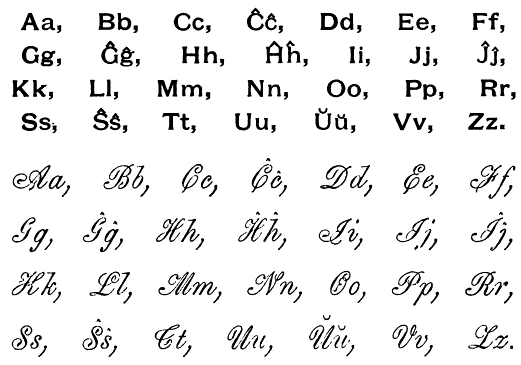
Alfabet esperanta

Ortografia esperanta jest całkowicie fonemiczna – każda litera odpowiada dokładnie jednemu fonemowi i vice versa.
Do zapisu języka esperanto używa się alfabetu złożonego z 28 liter:
| Litera | a | b | c  | ĉ  | d | e | f | g | ĝ  | h | ĥ | i | j    | ĵ | k | l | m | n | o | p | r | s | ŝ | t | u | ŭ | v | z |
| MAF    | ä | b | t͡s | t͡ʃ | d | e̞ | f | ɡ | d͡ʒ | h | x | i | j, i̯ | ʒ | k | l | m | n | o̞ | p | r | s | ʃ | t | u | u̯ | v | z |

W alfabecie języka esperanto nie występują litery q, w, x ani y.
W przypadku gdy nie są dostępne czcionki z odpowiednimi znakami diakrytycznymi (ĉ, ĝ, ĥ, ĵ, ŝ oraz ŭ) stosuje się różne zastępcze systemy zapisu. Zamenhof rozwiązał ten problem, tworząc tzw. H-system, który polega na zastąpieniu liter z cyrkumfleksem poprzez dwuznak złożony z litery bez „daszka” oraz następującej po niej litery „h” (np. ŝanĝo → shangho), a w przypadku „ŭ” opuszczenie brewisa (np. haŭto → hauto). H system jest jedynym wymienionym w Fundamento de Esperanto. W dobie Internetu większą popularność zyskał jednak tzw. X-system, który w dwuznakach jako dookreślającą literę stosuje nieużywaną w esperancie, a jednocześnie zawsze obecną na klawiaturach komputerowych, literą „x” (np. ŝanĝo → sxangxo, haŭto → hauxto). Najrzadziej używaną metodą zapisu jest tzw. ^-sistemo, w którym przy literze umieszcza się karetę (daszek „^”). Występuje on w dwóch odmianach: takiej, w której daszek następuje po literze (np. ŝanĝo → s^ang^o), oraz takiej, w której stoi on przed nią (np. ŝanĝo → ^san^go).
Aby uzyskać znaki zaproponowane w Unua Libro, pierwotnie używano systemu kodowania Latin 3, umożliwiającego znalezienie wszystkich sześciu potrzebnych znaków, który stopniowo został wyparty przez Unicode.

### Ewolucja
Choć powstał jako język sztuczny, w ciągu swojej historii podlegał wielu zmianom w stosunku do oryginalnej postaci tego języka. Żeby przedstawić skalę tych zmian, należy wymienić choćby:
- zmiany fonetyczne – zanik głoski [x] zapisywanej przez ĥ, najczęściej przez zmianę jej na [k] (np.: ĥemio → kemio); chociaż takie słowa mogą podlegać i innym zmianom,
- zmiany morfologiczne – powstawanie nowych morfemów,
- wprowadzenie nieoficjalnego przyrostka -i- obok oficjalnego -uj- w nazwach państw pochodzących od narodowości – np. obok Francujo i Germanujo funkcjonują formy Francio i Germanio,
- zastępowanie formy przyimkowej (en komenco = na początku) przez przysłówkową (komence) w wielu zwrotach, a także rozpowszechnienie się formy miejsca docelowego (hejmen = do domu); por. allatyw,
- użycie morfemów niemających pierwotnie roli czasownikowej w miejsce czasowników (bona = dobry; boni = być dobrym, zamiast esti bona),
- zmiany gramatyczne – powstanie ściągniętych czasów złożonych: końcówki -antas itp.,
- ogromna rozbudowa słownictwa – zapożyczenia na szeroką skalę, szczególnie wyrazów naukowo-technicznych, zastępowanie form złożonych przez zapożyczone lub zapożyczonych przez złożone,
- znaczne ograniczenie znaczenia podziału na morfemy gramatyczne i znaczeniowe – wiele morfemów gramatycznych (m.in. -et-, -eg-, -em-) występuje w funkcji znaczeniowej (eta = malutki, ega = olbrzymi, ema = skłonny), a wiele morfemów znaczeniowych w gramatycznej (m.in. vir- jako prefiks rodzaju męskiego)
- preferowanie krótszych form słownych – np. spontana zamiast spontanea,
- archaizacja słów (np. pafilego) i zastąpienie nowymi, ale znaczącymi to samo (np. kanono).

Żadna z tych zmian nie może jednak naruszyć podstawowej zasady: Fundamento de Esperanto na zawsze ma pozostać nienaruszalne. Żadna osoba ani żadne stowarzyszenie nie ma prawa samowolnego wprowadzenia do Fundamento nawet najmniejszej zmiany. Do badania, czy rozwój języka dokonuje się w zgodzie z tą podstawową zasadą, powołano międzynarodową akademię ekspertów (Akademio de Esperanto).